# 刀語
『刀語』（カタナガタリ）は、西尾維新による日本の小説。イラストは竹が担当。題字は平田弘史が担当。全12話であり、作者初の時代小説となる。

## 概要
講談社BOXのメイン企画「大河ノベル」の2007年作品として、清涼院流水「パーフェクト・ワールド What a perfect world!」と共に12か月連続で発売された。
「刀を使わない剣士」と、それぞれある1つの能力に特化した12本の「変体刀」と呼ばれる刀を持った者たちの戦いを描く。
各巻末には対戦相手のプロフィールと、対戦型格闘ゲーム風の技入力コマンドが掲載されている。コマンドを掲載したのは「カプコンから格闘ゲーム化の話がこないだろうか」という思惑からだったが、そのような話は全く来なかったという。
2009年1月にアニメ化が発表され、2010年1月から12月に渡り（主要放送局の場合）テレビアニメが放送された。
原作小説およびその映像化であるアニメ本編以外に、『刀語』の20年前、大乱の時代を舞台にした朗読CDの『第零話 虚刀・鑢』（西尾維新自身による脚本）が存在する。この『第零話』において、本編で明らかにされなかったいくつかの事実が語られている。
さらに『刀語』の約200年前、真庭忍軍をメインにした外伝『真庭語』が講談社BOXから刊行されている。
その他の外伝として旅の幕間を描いた『刀語余話』、『刀語絵巻』収録の否定姫が旅を振り返る短編、『〈物語〉シリーズ』とのコラボ小説の『混物語』が存在する。
外伝を含めた全13巻の累計発行部数は200万部を突破している。

## あらすじ
かつての戦乱の時代…。伝説の刀鍛冶「四季崎記紀」の作った千本の刀の所持数の多い軍ほど、優勢に戦を進められたという。尾張幕府により国が統一されはしたが、旧将軍は四季崎の刀を恐れ「刀狩」を行い、988本までも収集した。しかし、残り12本こそが、988本を試験台にした完成形変体刀であることが判明する。
…時は流れ、刀を使わない剣術「虚刀流」の七代目当主である鑢七花は、姉の七実と二人きりで、父六枝の流刑地、不承島で暮らしていた。しかしある日、変体刀の収集を幕府から命じられた奇策士とがめが、虚刀流六代目・六枝の力を借りるために訪れる。しかし六枝は既に死亡しており、とがめは現当主である七花に協力を求める。
過去に真庭蝙蝠や錆白兵に裏切られた、とがめの「金や名誉のためでなく、私に惚れた、愛のために戦う剣士を雇いたい」との言葉から、七花はとがめのために完成形変体刀十二本を集める旅に出る。各地を巡る二人は、さまざまな人々と出会いトラブルに巻き込まれながらも、強大な力をもつ変体刀の所持者や、変体刀を狙う組織真庭忍軍らと戦っていく。

## 世界設定
舞台となるのは「尾張時代」と呼ばれる中世の日本で、戦国時代から将軍家の天下統一までの流れなどは作品独自の経緯を辿っているが、おおまかな歴史や文化などは史実の江戸時代などに似ている。物語の原因となる「変体刀」が造られた戦国時代と、主人公2人の過去の因縁を作った奥州の反乱が起きた時期、物語の舞台となる反乱から20年後に大別される。
戦国時代 - 旧将軍の天下（150年前）
柄師、鍔師まで兼任し、刀にまつわる全てのことをたった一人でやってのけた天才的な刀鍛冶、四季崎記紀。素晴らしい出来と特異な機能を持つ「変体刀」と呼ばれる彼の刀は最終的に千本にも達し、そのすべてを手中に収めれば戦国の世を思うがままに支配出来るとまで言われた。武将達はこぞって彼の刀を求め、所有する四季崎の刀の数が大名としての格を示す基準にされるほどだった。そんな中、後に旧将軍と呼ばれることになる武将が天下統一を成し遂げる。
しかし、その後も旧将軍は変体刀千本全てを入手することに執着し続けた。後に稀代の悪法とまで呼ばれる刀狩令まで発して旧将軍は十万本もの刀を集め、四季崎記紀の刀も988本まで集めることに成功した。
それでも、変体刀千本の中で最も完成度の高い十二本は、所在や所有者を突き止めても奪うまでに至らず、国力は疲弊、跡継ぎが居なかったがために旧将軍の天下は一代で終わってしまう。
尾張時代 - 20年前
旧将軍の後に世を治めたのは、政治的手腕に優れていた家鳴家であった。家鳴将軍家が全国を支配する尾張時代が始まって百年以上が経過し、平和が続いていたある時、幕府の信頼も厚かった奥州の顔役、飛騨鷹比等が全国規模の反乱を起こす。幕府はあと一歩で転覆させられる所まで行ってしまったが、後に「大乱の英雄」と呼ばれる虚刀流六代目、鑢六枝が飛騨鷹比等を討ち、反乱は鎮圧される。
物語開始時
飛騨鷹比等の反乱から20年後。将軍の世代交代はまだ行われていない。幕府内では奇策士とがめや否定姫といった劇中のキーパーソンが重要な地位に登用されてそれぞれの計略をめぐらせ、主人公の鑢七花は、島流し先である不承島で虚刀流の七代目当主として育っている。

## 登場人物
「声」はアニメ版における担当声優。

### 主要人物
鑢 七花（やすり しちか）
声 - 細谷佳正 / くまいもとこ（幼少期）
本作の主人公。虚刀流七代目当主。島育ちのため世間知らずで、考えることが苦手な面倒くさがりだが、常識に囚われない発想が敵を倒す糸口を発見することもある。かなりの長身で、鋼のように鍛えられた肉体を持つ。動きやすいということで上半身裸でいることが多いが、豪寒的な寒さには弱い。虚刀流の血統のせいで刀剣を扱う才能が全く無く、刀を振りかぶれば後ろに落とし、振り下ろせば前に零す。物語の後半で心王一鞘流の初めての門下生として汽口慚愧から刀剣を学び基礎的な知識を身に付けるが、刀の扱いが苦手なのは変わっておらず刀を多少振れる程度にしか至っていない。言われて一番傷つく言葉は「花が無い」。面倒がりな性格で、口癖はとがめに禁止される前まで「面倒だ」だった。その後とがめに強引に勧められ済し崩し的に決定した「ただしその頃には、あんたは八つ裂きになっているだろうけどな」が決め台詞。とがめに付けられたあだ名は「しちりん」。ちなみに酒は飲めない（苦い水と認識した）。将棋も分からない。
人間としてではなく、一本の刀となるよう育てられたため、対峙する相手に全く拘りを持たない。とがめと行動を共にするようになってからは、最低限とがめの望みを可能な限り叶える方針を採るようにはなったものの、人間社会の細かい事情は全く理解出来ないままであった。戦闘に於いては勝敗以外の配慮は出来ず、実力差から言えばわざわざ殺すまでもない相手の命をも奪おうとしていた。よく言えば無垢で善悪に頓着が無く、悪く言えば人間性に乏しく残酷だったものの、刀集めの旅に出てから、人間らしい感情や感性が育っていく。とがめの刀として付き添いつつ「愛している」などと度々口にしていたが、物語中盤以降は他の男のことを褒めるとがめに嫉妬心から意地悪をするなど、次第に彼女への好意が本物になって行き（賊刀「鎧」の所有者である校倉必が、「七花との勝負に勝ったら、とがめを貰い受ける」と申し出た際、当初は予想外の申し出に戸惑うとがめを他所に、あまり気に留めるような素振りは無かったが、勝負で必を戦闘不能にした直後に「俺の女(とがめ)に手を出すな」と告げていた）、最後には彼女にはっきりと好意を自覚しそれを伝えるまでに至った。とがめの刀になりたいがために、七実と戦う直前まで実は七実の方が強いということを黙っていた。
元々、どちらかと言えば思慮深い性格であり、乏しいながらも知識の及ぶ範囲内では物語序盤から細かい配慮を見せている。戦闘では冷静に相手を観察して作戦を考えるタイプ。後述の「ちぇりお」問題では父・六枝がよく「ちぇすと」の掛け声を使っていたので誤りに気づいていたのにも関わらず、とがめに何らかの事情があって言っているに違いないと考え、敢えて指摘しなかった。凍空こなゆきの体を乗っ取った真庭狂犬との戦いの際には「狂犬が乗っ取った相手ごと殺せ」というとがめの命令に反して、狂犬の刺青が彼女の本体だという仮説を立てて刺青のみを攻撃し、こなゆきを殺さずに狂犬を倒した。汽口慚愧との戦いでは「まぐれ勝ち」を狙うとがめの奇策が自分が刀を扱えないことを前提とした策であることを見抜いて、慚愧に刀の手解きを受けてしまったことに焦った。
12話では、とがめを殺されたことで旅に出る前の性分に戻ったような言動を取った上で、自らの死に場所を求め、血に染まって赤くなった彼女の装束を着て腰に彼女の遺髪を提げ、尾張城を襲撃。最後は否定姫の計略に乗せられた形で「とがめの人生を滅茶苦茶にした」と将軍を殺害した。
物語が終わった後は否定姫と地図を作りながら全国を巡り、その後の消息は不明とされている。
24歳。身長六尺八寸。体重二十貫。趣味は「無趣味」。
とがめ
声 - 田村ゆかり
物語の発端である「刀集め」の提案者。策士ならぬ奇策士を自称する、尾張幕府家鳴将軍家直轄預奉所軍所総監督。役職相応の鋭い観察眼と発想を持ち、自称どおりの奇策によって七花の戦いを支える。普段は尊大な態度を取っているが、勘違いを指摘されると過剰に照れてパニックを起こし、子供じみた言動になるなど、落差の激しい性格をしている。鎖骨が性感帯。目は赤っぽい色をしている。
実は、四季崎記紀の歴史改竄による歪みから生まれた、本来の歴史には登場するはずのなかった人物。否定姫には、四季崎の歴史に対する最大のイレギュラーと評された。
アニメ版では、驚いた時や策を弄する際などに時折、左目に黒い十字紋が浮かび、色が紫色に変わる。派手な格好を好み、七花にはいつも大量の着物を運ばせ、彼女の住居である奇策屋敷は質実剛健な気風の尾張城下町に似つかわしくない奇抜な外見をしている。小説では十二単のような厚い服を着ているような描写があるが、小説の挿絵、およびアニメでは、その通りには描かれていない。服に関しては敦賀迷彩から「元は高貴な出自で、昔のことを忘れられない、忘れたくないのだろう」と推察されている。奇策屋敷は外見こそ奇抜で豪華だが中は至って普通の武家屋敷であり、完成形変体刀集めに先立ち決意のために家財を全て処分している。
真の名は容赦姫（ようしゃひめ）で、20年前幕府に謀反を企てた飛騨鷹比等の娘である。幼い頃に一族を殺された時の激しい憎悪で白髪となっている。髪は長かったが、第七話で七実の手刀で切られおかっぱ頭になる。
「障子紙の如く弱い」「戦闘力はうさぎ以下」などと表現され（自称もしている）、役職につくにあたって非武装を心に誓ったため攻撃力はまったく無いが、もともと運動神経も悪い。口も頭も回るが、校倉必とのやりとりから、七花からは交渉能力にも疑問を持たれている。口癖は「ちぇりお」。薩摩の示現流の掛け声である「ちぇすと」をどこかで聞き間違えたもので、第五話で真庭鳳凰により間違いを指摘され、恥ずかしさのあまり大いに取り乱したものの、そのまま押し通すことにした。ちなみに、死にかけるたびに「もし私が死んだら、私の代わりに「ちぇりお」を広めてくれ」と七花に懇願している。
最初は自らの父を殺した鑢六枝の息子である七花のことも憎んでおり、旅が終われば殺害するはずであった。しかし、旅の開始から半年後に蝦夷・踊山のこなゆきの住居に宿泊した際に七花から「自分の正体を知っている」と聞かされたことで感情的には殺したくないと思うようになっていた。
出羽で人鳥に会った後、自らの地図作りの技量を鼻にかけ、「刀集めを終えたら地図作りの旅に出て金儲けをしよう」と七花を誘ったが、11本の刀を集めて尾張に帰還した際に、城が遠くに見える場所（アニメでは神社の境内）で、否定姫の命を受けた右衛門左衛門に炎刀「銃」で致命傷を負わされる。この時わざと急所を外されて撃たれており、最期に七花に「自分の気持ちさえ駒だった」と告げた上で、「言葉は嘘でも、気持ちは嘘ではない」とも伝えている。そして「これまでの何もかも忘れて好きなように生きよ」と自分の死を以って七花との契約を解除する旨を述べ、「何の救いもない、死んで当然の女だけれど、それでも私はそなたに惚れてよいか？」という「散り際の一言」を遺して事切れた。
年齢不詳（七花よりは年上である模様）。身長四尺八寸。体重八貫三斤。趣味は「悪巧み」。

### 虚刀流関係者
鑢 七実（やすり ななみ）
声 - 中原麻衣
七花の姉。特異体質のため極度に病弱で、死人のような印象の女性。極度の方向音痴。「人間一人に到底収まりきれぬ」と表現されるほどの驚異的な強さをもち、相手の技を一度観ただけで体得、二度見れば万全に自らのものとすることができるという「見稽古」という技がある。この能力により、教わっていないにも関わらず、父六枝と七花の稽古を見ることにより虚刀流の全ての技を身に着けている。だが他者の能力を習得するのは強すぎる自分の力を抑え、その強さに耐えられない体を持たせるためであり、見稽古をせずとも日本最強であることには変わりがない。また常人ならば何度も死んでいるはずの病にかかり続けているため、死なない程度の毒は全くものともしない。唯一の欠点は体力がなさ過ぎることであり、継戦能力はない。
外見は穏やかでひ弱そう、口調はおどけたところもあるが丁寧。しかし性格は冷酷で、自らを傷つけたり人を殺すことに感情はなく、邪魔な者を「草」と呼び、人として見ていない。策謀にも長け、忍びの気配すら容易く察知する。
七花ととがめが旅に出た後も不承島に残っていたが、その後、真庭忍軍虫組の襲撃を機に完成形変体刀に興味を示し独自に刀集めを始め、死霊山を壊滅させて入手した悪刀「鐚」の所有者となり、七花達を待つために四国の御剣寺をほぼ壊滅させ乗っ取る。その後、七花と戦いの果てに息絶える。
弟の爪をかじる癖をやめさせるために彼の爪を全て剥がす等、一般的にみるなら歪んだ形ではあるものの弟である七花のことを大切に思っており、時には七花に殺されたいと思っていた。四国ではとがめに対する嫉妬とも思える言動をとっている。ネーミングセンスは弟と大差無く、自身を襲った真庭忍軍虫組のことを弟と同様の理由で「まにわに」と呼んでいた。
27歳。身長四尺九寸。体重七貫六斤。趣味は「草むしり」。
鑢 六枝（やすり むつえ）
声 - 大川透
七花・七実の父親。虚刀流六代目当主で、とがめの父である飛騨鷹比等を討ったことで、大乱の英雄と呼ばれていた。妻のみぎりを殺した疑いをかけられて不承島に子供たちと共に流刑に処され、その地で19年間虚刀流の跡取りとして七花を鍛えていたが、娘・七実の天才性に恐怖を抱き殺害を試みるも、息子である七花によって阻まれ、逆に命を落とすこととなった。
鑢 みぎり（やすり みぎり）
声 - 篠原恵美
七花と七実の母親。六枝が仕えていた戦国六大名の一つ、徹尾家ゆかりの女。何者かにより殺され、それが七花たちが不承島に流される原因となった。七花は当時まだ幼く、母の顔は覚えていない。
鑢 一根（やすり かずね）
声 - 阿部敦
虚刀流開祖。七花たちの遠い先祖。1人山奥で剣の修行をしていたが、剣術の才能が無かったため、無刀の剣術・虚刀流を興す。四季崎記紀と面識があった。鳳凰の身体を乗っ取ったという四季崎記紀曰く「歴史など興味ないただの剣術バカ」だったらしい。

### 尾張幕府（おわりばくふ）
否定姫（ひていひめ）
声 - 戸松遥
尾張幕府直轄内部監察所総監督。とがめの天敵で、彼女のことは名前ではなく「あの不愉快な女」としか呼ばない。本名不詳で、とがめ同様素性も公には不明。自分も含めて誰彼かまわず、彼女自身が「自分が否定姫である事以外の全てを否定する」と言う程ありとあらゆることをただ否定するのでこう呼ばれ、住居も「否定屋敷」と呼ばれる。背が高く、青い目に金髪という日本人には有り得ない外見を持つ。右衛門左衛門との共同所有という形で炎刀「銃」を所有しており、他の完成形変体刀のそれぞれの特性、能力についてもある程度知っている。変体刀について詳しいのは四季崎記紀の末孫であるため（右衛門左衛門に対して語った時は、例によって否定している）。とがめの過去は、彼女が彼我木輪廻に会いに行った跡を右衛門左衛門につけさせるまで知らなかった。
とがめの正体を知った後、本心では殺したくないと思いながらも、職務と自らの野望のために彼女を右衛門左衛門に殺させ、結果的に彼女の手柄を横取りし、将軍に謁見する。目論見どおり七花が尾張城に討ち入った際には「彼は私ではなく奇策師の配下で、彼女は任務中に死亡した」と言った上で、「これも将軍の天下泰平のため」と七花を完成形変体刀を持たせた御側人十一人衆と戦わせる。なお、将軍の前で七花にとがめのことをどう思っていたか問われた時には「嫌いじゃなく、なくもなかったわ」と答えている。
彼女の野望は将軍家を無くす事。四季崎一族は国を守るために将軍家が成立しないよう策を練ったが、予知とは別の家が将軍家になってしまったことで目論みが外れたのが事の発端である。ただし、彼女自身は一族の悲願を達成したい反面、「記紀の思惑通り行かないのも見てみたい」とも語っていた。結局、将軍・匡綱を殺しても歴史の改竄は行われずに彼女の野望は失敗し、反逆者として追われる身になり尾張を出奔。髪を切って右衛門左衛門の「不忍」の仮面を被り、地図製作の旅に出た七花が「付いて来るな」と言ったのを無視して無理矢理彼に付いて行った。
〈物語〉シリーズとのコラボ作品『混物語』にも登場。先祖の予知に従い、未来予知の技術を応用することで時代を越え阿良々木暦の前に現れた。妖刀「心渡」を求め、暦と刀比べを行った。
年齢不詳。身長五尺五寸。体重十三貫。趣味は「悪巧み」。
左右田 右衛門左衛門（そうだ えもんざえもん）
声 - 小山力也
否定姫の腹心。尾張幕府直轄内部監察所総監督補佐。元忍者。「不及（およばず）」「不答（こたえず）」「不得禁（きんじえず）」「不外（はずれず）」など、会話の際には、相手の言動に対して「不」の付く否定形の言葉を放つ。
百七十年前、真庭忍軍に里を滅ぼされた「相生忍軍（あいおいにんぐん）」の最後の一人。上下とも時代にそぐわない洋装で靴を履き、否定姫の命令で顔の上半分は「不忍」と大きく縦書きした面で隠している。便宜上剣士を自称するが刀や剣術への執着はなく、大小二本の刀を腰に差しているがどちらも変体刀ではない普通の刀。真庭鳳凰は親友であったが、忍法と人格（および顔面の上半分）を奪われた関係でもある。それ以来しばらく「精神的に死んだ」状態だったが、否定姫に自分の「死」を否定されたことがきっかけで忠誠を誓った。感情を露わにすることはめったになく、否定姫に強い忠誠心を持ち、任務には非常に忠実。しかし、否定姫が日和号を嘲笑した際に窘めるなど、ロマンチストである。なお、現在の名前は部下となった時に否定姫から授かったもの。
強さも冷徹さも優れており、海亀を「相生忍法 背弄拳（あいおいにんぽう はいろうけん）」と「不忍法不生不殺（しのばずほう いかさずころさず）」、鴛鴦を炎刀「銃」で一蹴。鳳凰と互角の戦いをし（相手が乱心したため中断）、その後人鳥を「僅かな危険性も断つ」という理由で殺害。そして全ての枷を外した七花と死闘を繰り広げた。
年齢不詳。身長六尺一寸。体重十五貫。趣味は「掃除（天井裏の）」。
家鳴 匡綱（やなり まさつな）
声 - 藤本譲
尾張幕府八代将軍。かなりの高齢。先の大乱時、幕府の指揮を執った。能力には疑問が見られ、否定姫からは内心で見下されており「貰った物を継いだだけの八代目などこの程度」と称されている。
否定姫の策にのせられた七花によって殺された。その後、彼の直系の息子が九代将軍に就任した。
原作では姿について明言されなかったが、アニメ版ではだるまのような顔立ちで描かれていた。

#### 家鳴将軍家御側人十一人衆
家鳴将軍家に代々仕える御側人の一団。それぞれが完成型変体刀の使い手になり得るだけの技や能力を持っており、第十二話において七花の前に次々と立ち塞がるも、否定姫の策略で使い手と相性の悪い刀を持たされた挙げ句に枷を外した七花に全員秒殺されてしまい、真庭忍軍以上の噛ませ犬で終った。それぞれの変体刀の特性については、後述の「所持者」と「完成形変体刀十二本」を参照。
般若丸（はんにゃまる）
声 - 松井尚吾
妙に目つきの鋭い、前髪を不揃いに垂らした男。口元に般若のような面頬を付けている。絶対に折れない変体刀・絶刀「鉋」と、それによる突き技「報復絶刀」を使用するが、全力の『菊』で絶刀「鉋」を折られ「七花八裂（改）」で倒された。
鬼宿 不埒（おにやどり ふらち）
声 - 宮原弘和
坊主頭に髭面、僧形の男。斬刀「鈍」を使い、七花との戦闘前に五人を斬って「斬刀狩り」を発動させるが、白刃取りで受けて折られ「百花繚乱」で倒された。
七花がたやすく対応できた事から、銀閣の零閃には及ばなかった模様。
巴 暁（ともえ あかつき）
声 - 勝呂美和子
左目に眼帯をかけた女。敦賀迷彩同様に千刀流の使い手で、千刀「鎩」を両手に持ち、部屋中にも突き刺して「地形効果・千刀巡り」を発動させるが、七花に千刀「鎩」を破壊され、迷彩と同じく「鏡花水月」で倒された。
七花が苦手とした迷彩以上の使い手を自称したが、彼が苦手としたのは迷彩の人柄で、千刀巡りそのものではない事には気づいていなかった。
なお、原作では1本しか壊れておらず、「千本のうち一本でも失われたら取り返しがつかない」ため事実上破壊された事になっているが、アニメでは千本すべて砕かれている。
浮義 待秋（ふぎ まつあき）
声 - 高橋研二
総髪の髪を全て後ろに流した男。日本最強の剣士錆白兵の好敵手だった男で、それに相応しく薄刀「針」を壊さず扱う技量を持ち「薄刀開眼」を使う。しかし錆白兵との闘いで薄刀の特性を高いレベルで体験していた七花には通じず、(収集するためできなかった)筋をずらすことで薄刀を破壊されて「花鳥風月」で倒された。
七花によると薄刀の扱いでは白兵には及ばないらしく、原作では「あんたにゃちっとも、ときめかねえ」と言い捨てていた。
なお、原作では額で受けて破壊していたが、アニメでは指で摘んで破壊している。
伊賀 甲斐路（いが かいろ）
声 - 佐々木啓夫
伊賀忍者。体を大きくする忍法「伊賀忍法 筋肉騙し」を使い、規格外の大きさである賊刀「鎧」を着用できた。初手を取ったものの、一度対した経験のある七花には特性も見破られており、空中へ放り投げられ落ちてきたところに「柳緑花紅」を受け、衝撃を逃がす事もできず鎧の中で肉体を破壊され息絶えた。
なお、原作では「中からしか開けられない」という構造上、中の人間が死んだため事実上破壊された事になっているが、アニメでは中の人間ごと破壊されている。
真庭 孑々（まにわ ぼうふら）
声 - 江口拓也
美少年らしい。真庭忍軍の出自だが、先祖は二百年以上前に真庭忍軍を離反、尾張将軍家にのみ忠誠を誓った。物体の重さを操る「真庭忍法 足軽」が使えるため、超重量の双刀「鎚」を扱う事ができた。双刀の刀身を持って柄で攻撃する打撃技「双刀之犬」を使用したが、重量を軽くする事で“超重量の刀による攻撃力”という鎚の特色そのものを失わせてしまい「鏡花水月」で倒された。
その際、七花は「あんたより弱いまにわには、さすがにいなかったよ」と半笑いで吐き捨てた。
胡乱（うろん）
声 - 菊本平
奇抜な意匠の西洋眼鏡をかけた男で、拳法の使い手。悪刀「鐚」を体に刺し、身体を活性化する「悪刀七実」を発動させた。本人は七実を引き合いに出し、健康な肉体に用いた事による更なる優位さを信じていたが、重さを取り除かない状態で「『雛罌粟』から『沈丁花』まで、打撃技混成接続」を打ち込まれ死亡し、悪刀「鐚」も保有していた雷を使い尽くしてしまった。
なお悪刀「鐚」は、原作では普通に心臓から抜け落ちていたが、アニメでは電気が切れたという描写なのか、錆びたように茶色く変色し砕け散っていた。
灰賀 欧（はいが おう）
声 - 儀武ゆう子
豊かな髪を左右に振り分けた女。両手に鉤爪のような武器を備えている。七花が日和号に対して結局は動力切れによる勝利を選んだ事を知っており、自分の命令にだけ従うように設定変更された日和号（微刀「釵」）を従え、「微風東風」と自身による同時攻撃を仕掛けたが、「七花八裂、応用編」で返り討ちにあった。
七花からは「灰賀が一緒に闘うことで、かえって日和号の邪魔になっている」と指摘された。
墨ヶ丘 黒母（すみがおか こくぼ）
声 - 國分和人
何かに怒っているような厳しい表情をした男。尾張一の獰猛者として知られていたが、王刀「鋸」を手にした事で「王刀楽土」が発動し、穏やかな心持ちで七花に対して戦いを避けられないかと説得しようとしたが相入れず、斬り結ぼうとするも首を折られ(原作では「錦上添花」で)死亡した。
その際、七花から「あんたの言葉は汽口のそれと違って、上っ面だけで全然心を打たねえよ」と一蹴された。
皿場 工舎（さらば こうしゃ）
声 - 早見沙織
額に鉢巻を巻き、法被を着た少女。刀身の無い変体刀・誠刀「銓」を割り当てられたもののどうしていいか分からず、七花から戦闘を放棄して逃げ回る「誠刀防衛」の存在を聞くが使えるわけもなく、とりあえず投げつけた。原作では投げた後で接近戦を試みるが「飛花落葉」を受け、アニメでは七花から「とりあえず投げて使えば」と勧められ原作通り投げてみたものの七花にあざやかに膝蹴りで蹴り返され、蹴り飛ばした「銓」が額に直撃し、気絶した。
十一人衆で唯一の生き残り。
呂桐 番外（ろぎり ばんがい）
声 - 中田隼人
恰幅のよい大男。毒刀「鍍」を使ったが、「猛毒刀与」の効果によってほとんど自我を失い、完全に乱心していた。そのため、本来の実力が発揮できないまま「落花狼藉」で倒された。
淡々と十一人衆を打ち破っていた七花も、乱心したその姿に「すぐ楽にしてやる」と同情を思わせる言葉を発していた。

### 真庭忍軍（まにわにんぐん）
この物語における「噛ませ犬」役。『卑怯卑劣』を売りにした暗殺専門の忍者集団で、正式名は真庭忍軍十二頭領。人格破綻者の集まりで、集団行動をしない。それぞれ突出した能力を持っているが固まって動くと互いの足を引っ張ってしまうため、頭領が12人いる。頭領は3人ずつ手を結んでおり、それぞれ「鳥組」「獣組」「魚組」「虫組」の四組の派閥に区分されている。服装は一般的な忍者のイメージとかけ離れており、覆面はしておらず、装束には袖がなく、主に防具として全身に鎖を巻いている。巻き方、巻く場所は一人一人違う。とがめから「刀集め」を依頼されたが、時代の流れで滅びかかっている真庭の里を救うため、変体刀の売却で得られる金目当てに裏切っている。とがめと七花、および七実からは「短くていい」「可愛らしくて素敵」という理由で「まにわに」と呼ばれている。実は、四季崎記紀の歴史改竄の歪みによって生まれた存在で本来の歴史には存在しなかった。
真庭 蝙蝠（まにわ こうもり）
声 - 鈴木千尋
「冥土の蝙蝠」。獣組。絶刀「鉋」の蒐集に成功し、その後とがめを裏切った。体内にどんなものでも収納できる柔軟な体質をしていて、絶刀「鉋」を呑み込んで保管していた。耳障りな甲高い声でしゃべり、「きゃはきゃは」と特徴的な笑い方をする。自身の「冥土」という異名を聞かされた七花の印象は「不思議と可愛い感じ」。
使用する忍法は、体内に収納した多量の手裏剣を一気に吐き出す「手裏剣砲（しゅりけんほう）」と、外見から声色まで自在に作りかえる「忍法骨肉細工（にんぽう こつにくざいく）」。しかし衣装までは変えられないため、変装用の衣装は自分で用意している。
卑怯卑劣が売りの忍者にしては珍しい接待好きと評されており、異名も「冥土の土産を大盤振る舞いする」ことが由来。ただ忍びとして育った結果、自分に役目が回ってきただけと語り、敵をいい気分にさせるためわざと負けるようなどお茶目な所がある。自分でも本来の姿に確信を持っていない。組を気にせず鳥組とも親しい間柄だったようで、人鳥の回想の中で寛ぎながら人鳥にとがめに対する情報（ひねくれている・腹の中まで腐ってる等）を語っているシーンがあり、蟷螂に対しても一目置いている。丹波の不承島で七花と戦い敗れ、真庭忍軍最初の殉職者となった。
身長五尺八寸。体重十五貫。趣味は「陶芸」。
真庭 白鷺（まにわ しらさぎ）
声 - 羽多野渉
「逆さ喋りの白鷺」。鳥組。「ぜうらもてせら乗名」（「名乗らせてもらうぜ」）のように常に逆向きに喋っており、その喋り方自体が白鷺の使う忍法に密接に関係しているらしい。使用する忍法は「忍法逆鱗探し」という名前だが、詳細不明。斬刀「鈍」を入手すべく下酷城へ赴くが、銀閣のいる部屋に足を踏み入れた瞬間に一刀両断され死亡した（斬られた瞬間はそのことに気づかなかった）。
真庭 喰鮫（まにわ くいざめ）
声 - 坪井智浩
「鎖縛（さばく）の喰鮫」（登場回においては「先月登場しとけば」などと、言いもしないツッコミを自ら(原作では語り手が)入れている(ただしノイタミナ版ではカットされている。)）。魚組。無益な殺生が好きで、金銭目的以外で働いたことがないのを誇りにしているが、誰に対しても敬語で接する慇懃無礼な人物。「〜ですね」など（主に「いいですね」）を3・4回繰り返して言うのが癖。
使用忍法は、鎖に繋いだ刀を高速回転させて相手をバラバラにする「忍法渦刀（にんぽう うずがたな）」で、幕府の関所を壊滅させたほどの戦闘力を持つ。使用する忍法の特性上、装束に巻いている鎖が他人より若干長い。七花に「まにわに」と直接呼ばれた最初の真庭忍軍だが、この奇妙な愛称を喜んでいた。「戦う理由をわざわざ考えるくらいなら、そもそも戦う必要はない」という旨を口にしており、これは奇しくも最終話で七花が同様のことを口にしている。千刀「鎩」を入手すべく出雲国三途神社に赴き攻撃を仕掛けるが、迷彩に自分の刀を両方とも使われ斬殺された。
真庭 蟷螂（まにわ かまきり）
声 - 保村真
「首狩りの蟷螂」。虫組の指揮官。真庭忍軍の組では唯一頭領三人で行動を共にしており、絆も固い。回数に限度はあるが、自分の爪を数十秒から数分にかけて異様なほどの長さに伸ばすことができ、これを武器とする「忍法爪合わせ」を使う。そのため虫組の中では最も戦闘向きと評される。誰を相手にしても過大評価も過小評価もしない人格者。虫組で丹波の不承島に赴き、蟷螂の単独行動にて鑢七実をさらいに襲いかかるが、攻撃をかわされたあげく逆に七実に捕らえられて拘束され、武器となる爪をすべて剥がされた上、拷問的な仕打ちを受ける。従うふりをして反撃を狙うが、返り討ちにあい絶命する。
真庭 蝶々（まにわ ちょうちょう/まにわ てふてふ）
声 - 阪口大助
「無重の蝶々」。虫組。喰鮫とは逆に無益な殺生を好まない。使用する忍法は、自分や自分が持った物の重量を消す「忍法足軽」。それを応用し、人を自身の肩の上に乗せて海の上を移動することができる。また真庭忍軍独自の武術真庭拳法の使い手でもある。南方の生まれで、真庭の里の出身ではなかった。同じ十二頭領の一人である鳥組の真庭鴛鴦と婚約している。紙巻煙草（アニメ版での銘柄は「舞流怒」）を吸っていたが、鴛鴦との結婚の条件として禁煙している。蟷螂の敗死を察すると、敗北を承知で仇討ちと次の手の捨石となるために蜜蜂を残して七実に勝負を挑む。当初は足軽を用いた身軽な動きで優位に戦っていたかに見えたが、見ただけで足軽を習得した七実の前に敗れ去る。
アニメ版では、初代真庭蝶々と鑢一根との邂逅について言及している。
真庭 蜜蜂（まにわ みつばち）
声 - 三浦祥朗
「棘々の蜜蜂」。虫組。使用する忍法は、20丈先からでも百発百中の精度で、毒を仕込んだ巻菱を飛ばす「忍法巻菱指弾」。虫組頭領で一番若く、また一番長身。少々控えめな所があるが虫組同士の友情は篤く、虫組の将来を託されていた。蟷螂と蝶々の敵を討つために七実に麻痺毒付きの巻菱指弾を打ち込むことに成功。勝利を確信し饒舌となるが、実は全く通用しておらず七実が知りたかった情報を喋らせられることになる。その直後、自分が投げた巻菱指弾に蟷螂が自決のために奥歯に仕込んでいた毒を塗られた物を打ち返されて戦闘不能となり、毒で死ぬよりも斬り殺されることを選ぶ。命乞いの代わりに三人一緒に葬ることと、線香代わりに蝶々の煙草を立てることを懇願した。
真庭 狂犬（まにわ きょうけん/まにわ けふけん）
声 - 根谷美智子
「伝染の狂犬」。獣組。真庭の里の観察者。真庭忍軍で人一倍情に篤い。こなゆきに乗り移る前の体は長い髪を後ろでひとつに縛った女。全身に黒い直線が出鱈目に這ったような刺青がある。使用する忍法は、触れた相手に刺青を介して体から体へ残留思念を移し、対象の体と記憶、経験、知識などを乗っ取る「忍法狂犬発動」。ただし狂犬自身が女性であるため、男性には使用不可。身体ではなく刺青が狂犬の本体とも言え、この忍法によって100人を越える手練の女性武術家の体を乗り換え続けており、真庭の里の創生期から存在している(アニメ版ではこなゆきに憑依した後、前の体は灰のようになって砕け散った)。また、乗っ取った相手の記憶を引き継ぐことができ、他の体に移っても前の憑依した相手の記憶を持ち続けることができる。残留思念だけで存在している自分を恥じており、それゆえ仲間の生命に関するこだわりは人一倍強い。
鳳凰の話を聞かずに暴走し、仲間の仇である七花を殺すべく単身で蝦夷・踊山に向かい、こなゆきの肉体を乗っ取り七花に戦いを挑む(ただし、この時点で七花が殺したのは蝙蝠だけであり、白鷺を殺したのは銀閣、喰鮫を殺したのは迷彩、虫組を殺したのは七実なのだが、彼女はそれを知らない)。だが、武道の心得があるため動きを読まれてしまい、「飛花落葉」で皮膚＝刺青だけを攻撃され敗れる。
真庭 川獺（まにわ かわうそ）
声 - 川田紳司
「読み調べの川獺」。獣組の指揮官。使用する忍法は、石や机、刀などの無生物が持つ「記録」を読むことが出来る「忍法記録辿り」。探魂法のようなものなので、人の心を読むことは出来ない。蝙蝠の一番の友人にして、良きライバル。誰に対しても常に飄々とした態度で接し、自分の命に対する執着がほとんどない。真庭の里の出身だが、父方の血に陸奥のものが入っているため、死霊山神衛隊の交霊術と「忍法記録辿り」の関連性が作中で言及されている。
七花＆とがめと真庭忍軍との同盟を交わした矢先、真庭狂犬の独断専行による七花を襲った理由により信頼失墜、同盟破綻ともいえる事態に陥った際、その責任として、とがめと七花の前で自らの首を差し出し真庭鳳凰によって殺害された。片腕を失っていた鳳凰は彼の腕を取り込んで両腕に回復し、「忍法記録辿り」も使えるようになった。
真庭 海亀（まにわ うみがめ）
声 - 関俊彦
「長寿の海亀」。魚組の指揮官。一見すると若い風貌の男だが実は結構な年で、本人によると若作りしているらしい。一人称は「わし」で、事あるごとに自身を「最高格好よくて最高いかした最高強い最高もてもて最高金持ち」と評する。南蛮渡来の刺突剣であるレイピアを帯刀しており、忍術に関しては「ほとんど使えぬ」と語る一方、剣術に関しては「虚刀流や錆白兵にも引けを取るつもりはない」と豪語する。
七花ととがめが微刀「釵」の収集している時に、人鳥の情報を基に信州にあるという完成形変体刀を探しに赴く。そこで右衛門左衛門に行く手を阻まれ交戦するが、力及ばず敗死する。
真庭 鴛鴦（まにわ おしどり）
声 - 山像かおり
「巻戻しの鴛鴦」。鳥組。全身に鎖を巻いたしのび装束でも隠しきれないほどの妖艶さを持つ女。同じ十二頭領の一人、虫組の真庭蝶々と婚約している。目上の鳳凰に対しては敬語を使うが、基本的には蓮っ葉な話し方をする。使用する忍法は、1つの持ち手から10本に枝分かれして1つ1つの先端に刃物がついている鞭を両手に1本ずつ持ち、それを同時に振り回して操る「忍法永劫鞭（にんぽう えいごうべん）」で、その攻撃特性は彼女曰く「防御こそ最大の攻撃」という攻防一体の技。
毒刀「鍍」を入手した矢先に、否定姫から真庭忍軍暗殺の命を受けた右衛門左衛門の襲撃を受け、人鳥と鳳凰を逃がし殿を引き受けた。一時は永劫鞭で押すが、右衛門左衛門の炎刀「銃」に撃たれ、蝶々を想いながら息絶える。
真庭 人鳥（まにわ ぺんぎん）
声 - 広橋涼
「増殖の人鳥」。魚組。年端もいかない小柄な童子であるが、真庭忍軍頭領の中でも鳳凰に次ぐ実力者とされている。特に情報収集とその分析に関しては、鳳凰に「お前の情報には千に三つの誤りもない」と言わせるほど。自らの忍術の影響で、常に何かに怯えたような態度でたどたどしく挙動不審の気があるが、頭領の1人として自分の意見はしっかり口にする。使用する忍法は、人鳥を狙って放たれた飛び道具を自らの強運によって当たらなくする（一発必中とされている蜜蜂の「忍法巻菱指弾」ですら全く当たらない）「忍法運命崩し」と、反射によって加速し威力を増す2つの楕円形の球「柔球」を跳ね回らせ、「運命崩し」と組み合わせて使用する「忍法柔球術」。
毒刀「鍍」の毒に体を乗っ取られた鳳凰に斬られ瀕死の重傷を負い、出羽に逃げて道中で倒れたところをその場に通りかかった七花ととがめに助けられ、鳳凰の危機をとがめに託す。七花ととがめが去った後に右衛門左衛門が現れ、狭い旅館の一室という好条件の下で「忍法柔球術」を用いて優位に戦局を進めたが、自らの意思の宿らない跳弾を用いた右衛門左衛門の射撃の前に敗れる。この段階ではまだ重傷を負うに留まり戦闘不能程度の状態であったが、「感情の不安定な子供であるが故に、見逃せば思わぬ障害になる危険性がある」と判断した右衛門左衛門により、確実に致命傷を与えるためにと口に銃口を咥えさせられた状態で発砲され、落命した。死ぬ間際に「戦いたくなんてなかった」と嘆き、右衛門左衛門は「そんな情けないことを言って死ぬのは、歴史上お前が初めてだ」と侮蔑した。
真庭 鳳凰（まにわ ほうおう）
声 - 置鮎龍太郎
「神の鳳凰」。謎多き男。鳥組の指揮官で、実質的な真庭忍軍の頭。すらりとした長身で、伸ばした髪を真っ直ぐに下ろしている。十二頭領の中で唯一、実在しない動物の名を冠している。使用する忍法は、自分の身体を切り落として他人の身体を繋ぎ直し、その特性を奪う「忍法命結び」と、詳細不明の「忍法断罪円」。かつてリーダーシップ（社会性）を得るために後の右衛門左衛門から顔面の上半分を奪い、その副産物として「忍法生殺し」(鳳凰が使う「忍法断罪円」と右衛門左衛門が使う「不忍法不生不殺」)が使えるようになった。
七花ととがめが薩摩に着いた時点で真庭忍軍の頭領が半数に減っていたため、とがめを信用させるために自ら左腕を切り落とし、同盟（とがめに言わせると一時休戦）を結ぶ。この時、とがめは自分が所在を知っている双刀「鎚」のありかを、鳳凰は3振りの変体刀のありかを教えあった上で、鳳凰は否定姫が動き出したことをとがめに伝えた。その後、独断で動いた狂犬を止めに川獺と共に蝦夷に向かうも間に合わなかった。川獺を殺害し、収集に有効な忍法記録辿りを封じてとがめとの同盟破綻の回復の証としたように見せたが、その後で川獺の左腕を自らの左腕として接続、「忍法記録辿り」を使用できるようにするなど狡猾さも併せ持つ。
毒刀「鍍」に忍法記録辿りで触れてしまったことで刀の毒に体を乗っ取られ、真庭の里を皆殺しにした後、変体刀の実態を語り、歴史上暫くは破られる予定の無い突き技を放つなど四季崎記紀本人であるかのような言動を取る様になった。とがめはこれを乱心の一種、「他人になったという思い込み」ではないかとも述べており、本当に四季崎記紀の思念が蘇ったのかは判然としない。
32歳。身長五尺九寸四分。体重十六貫。趣味は「気苦労」。

### 刀の所持者
真庭 蝙蝠（まにわ こうもり）
声 - 鈴木千尋
絶刀「鉋」の所有者。真庭忍軍を参照。丹波の不承島で七花と戦い敗れる。
限定奥義：報復絶刀（ほうふくぜっとう）
絶刀「鉋」による荒い突きと、大跳躍からの袈裟懸け斬り。

宇練 銀閣（うねり ぎんかく）
声 - 宮本充
因幡国下酷城城主。居合い抜きの達人で、目にも留まらぬ速さの抜刀術「零閃（ぜろせん）」の使い手。射程内の敵なら一刀両断だが、射程以外の頭上や真上に対して無防備なのが致命的な弱点。先祖から斬刀「鈍」を継いでいる。環境変化で全土が砂漠と化した因幡国の最後の住人。いつも寝てばかりいるが、実際には立て付けを悪くした襖を開ける音で目を覚ますほど眠りが浅い。
32歳。身長五尺四寸二分。体重十四貫二斤。趣味は「睡眠」。
散り際の一言は「これでやっと……ぐっすり、眠れる」。
限定奥義：斬刀狩り（ざんとうがり）
斬刀「鈍」を血で濡らし、鞘との摩擦係数を減らして光速を超える居合いを繰り出す。その原理ゆえに「斬れば斬るほど速くなる」。彼の先祖である宇練金閣（うねりきんかく）の一万人切りの真相。

敦賀 迷彩（つるが めいさい）
声 - 湯屋敦子
出雲国三途神社の長。帯刀せずに相手の刀を利用して攻撃を仕掛ける奪刀術千刀流の使い手。出雲を守護していた護神三連隊の、二番隊隊長で千刀流を教えていた剣道場の道場主の一人娘だった。大乱で戦災孤児となり、千刀「鎩」が頭目に受け継がれている山賊衆に参入したが、三途神社を襲って先代の敦賀迷彩を殺した際に「自分の代わりに神社を守れ」と言われたことがきっかけで山賊を抜け、敦賀迷彩の名と立場を継いだ。黒巫女の治療に刀の毒を用いていた。傷ついた迷い人を受け入れ癒す度量と人格の持ち主。とがめに「鎩」の原型となった最初の1振りを探させ、それが成功した後に七花と刀を賭けて試合をする、という取り引きをした。とがめからそうと思わしき刀を差し出された時には「お前がそうと言うならそうなのであろう」と言った。七花と語り合い理解するものもあったが、刀を譲ることと戦わないことはできず、最後は七花との勝負に負け絶命したことで、とがめは心を深く痛めた。これを期にとがめは約束として今後の七花との対戦相手を無闇に殺さぬよう七花と向き合う事となる。その後迷彩亡き後、2人の弟子が神社の長として後を引き継いだ。七花との最期の打ち合いの際には、「千刀流十二代目当主」と名乗っていた。
本名不明。年齢不詳。身長五尺八寸。体重十三貫一斤。趣味は「飲酒」。
限定奥義：地形効果・千刀巡り（ちけいこうか・せんとうめぐり）
千刀「鎩」をあらゆる場所にしかけ、そこに敵を誘い込む。敵を精神的に追い詰めることも可能。
迷彩の弟子
アニメオリジナルキャラ。迷彩の側近を務める双子の黒巫女。戯言シリーズの匂宮兄妹を元にデザインされている。
黒巫女（くろみこ）
三途神社境内で姿を見かける、揃いの黒装束と仮面を身につけた巫女たち。全員が心の傷を持ち、他に行く場所もない。一人一人が千刀「鎩」を持つ。

錆 白兵（さび はくへい）
声 - 緑川光
堕剣士。周防の巌流島で七花と決闘する。真庭忍軍に裏切られた後、とがめに依頼されて「刀集め」にでた“日本最強の剣士”。最初に入手した薄刀「針」に魅入られて裏切った。「拙者にときめいてもらうでござる!」が口癖。女と見まごうような総髪の美青年。空に浮かぶ太陽ですら真っ二つにできるという触れ込みで、その名に恥じぬ強力で多彩な剣技を持つ。果たし状を渡すなど、古風な男である。全存在を剣にのみ懸け、それ以外は眼にも入らず、恐怖も戦慄も躊躇もない男。
20歳。身長五尺三寸。体重十一貫五斤。趣味は「剣法」。
最期に七花に「鑢は四季崎の忘れ形見で、錆は四季崎の失敗作」「虚刀流は四季崎のケットウ」という謎めいた言葉を残しており、それが虚刀流と全刀流の正体に関する伏線となっている。
ストーリー上大きな役割を果たすかのように扱われていたが、七花との決闘の描写がすべて省かれるというサプライズがあった。とくにアニメ版では、第3話における次回予告で七花との決闘シーンが描かれながら、第4話では七花ととがめの会話に出てくるのみで、原作同様の展開となった。
限定奥義：薄刀開眼（はくとうかいがん）
巌流島において鑢七花と決闘した際、錆が使ったらしい薄刀・針の限定奥義。錆との戦闘自体が直接描写されなかったため詳細不明。七花は「ただ脆いだけかと思っていた薄刀にあんな利点があるとは思わなかった」と語っている。

校倉 必（あぜくら かなら）
声 - 小山剛志、根本圭子（幼少期）
薩摩の濁音港を一手に仕切る、鎧海賊団の船長。九州男児を自称しているが、実際は琉球国で生まれ育った。この頃はただ「かなら」とだけ呼ばれており、苗字帯刀を許されているわけでなく「校倉」の名字は自分で考えたもの。幼きころ妹の「こころ」と共に父の漁船に忍び込んだ際に遠海で鎧海賊団の襲撃を受け、彼らが雑用係を欲していたのが理由でただ一人生き残った。その後はこの憎しみを秘めて当時の鎧海賊団の雑用係にされていたが、海賊団が戯れに賊刀「鎧」を彼に着せた事から「鎧」の所有者となって彼らを殲滅し、自らが新たな頭目になる。このときから生涯賊刀「鎧」を人前で脱がないことを誓った。大盆と呼ばれる公開闘技場の主で、自らも闘士として参加することもある。
敵情視察のために七花ととがめが大盆の試合を観戦していた際に、今は亡き妹の「こころ」と少し似ていた、とがめに一目ぼれし、七花が勝ったら「鎧」の引渡しと鎧海賊団がとがめの道中を支援する代わりに七花が負けたらとがめを貰い受けるという提案を懸けて七花に決闘を申し込んだ。その後も、とがめに妹の「こころ」の面影を重ねていた。七花に敗北し約束通りとがめの道中を支援するも、薩摩から紀州に戻ろうとする二人への意趣返しとして蝦夷行きの船に乗せた。七花に敗北(傷は軽症程度)し賊刀「鎧」を失った後も、大盆の一番人気であり続けているらしい。因みにとがめには興味はあったものの七花が集めた刀には一切興味はなかった。この戦いで七花は、とがめからこの勝負で相手をなるべく殺さず勝つようにと言い渡されている。それ以降殺すに値しない相手に対しては無闇に殺すまでに至っていない。
38歳。身長七尺五寸。体重三十九貫三斤。趣味は「釣り」。
限定奥義：刀賊鴎（とうぞくかもめ）
見た目は他の技と変わらない、全重量を乗せた猛スピードの体当たり。アニメ版では技を繰り出す際、鎧の一部がわずかに変形する描写があった。

凍空 こなゆき（いてぞら こなゆき）
声 - 日高里菜
蝦夷の壱級災害指定地域、踊山に住む凍空一族の最後の生き残り。一人称は「うちっち」で、語尾に「っち」を付けることが多い。腕と脚の凍傷と低体温症で倒れた七花を前に慌てるとがめを発見し、二人を住居に運んだ。凍空一族は出雲のダイダラボッチを祖とし、一族特有の怪力で、この世で最も重い刀、双刀「鎚」を持ち運びできる(現在では)唯一の人物。元々村長の長男が双刀「鎚」の所有者だったが、こなゆきが1人で散歩に出ている間に鑢七実の手にかかり全滅した。それ以来洞窟に住処を変えて兎などを狩りながら暮らしてきた。その寂しさから、山を訪れた七花ととがめに「所有者としての『資格』がなければ刀は渡せない」と嘘をついて足止めした（とがめにはバレていた）が、根は善良な少女。凍空一族は狩りに刃物をほとんど使っていなかったため、とがめに訊ねられるまでこなゆきは「鎚」の存在を知らず、刀を見たことが無かった。それまでの変体刀所有者と違い剣術や武術の心得は全くなく、怪力自体も同年代の凍空一族と比べても一族最弱。半ば遊びとして勝負するが、素人故に七花は動きが全く読めず、左腕を骨折して敗北する。七花が唯一勝てなかった人物である。
真庭狂犬に肉体を乗っ取られるが七花に救われ、双刀「鎚」を尾張に運ぶ。その後、三途神社の護衛となり、その天真爛漫さで黒巫女の心を癒すのにも一役買っているらしい。
11歳。身長四尺二寸。体重八貫三斤。趣味は「散歩」。
限定奥義：双刀之犬（そうとうのいぬ）
双刀「鎚」を振るって敵に飛び掛り、寸前で持ち手を変えて剣の反対側をぶつける打突攻撃。どちらが上か分かりにくい双刀「鎚」の構造を利用した技。実際に放ったのはこなゆきの身体を乗っ取った真庭狂犬。

鑢 七実（やすり ななみ）
声 - 中原麻衣
悪刀「鐚」の所有者。虚刀流関係者を参照。蝦夷・踊山を壊滅させた後、剣士の聖地、土佐の清涼院護剣寺を襲撃して僧兵を全滅させ、そこを乗っ取り、鳳凰から悪刀強奪の報を聞いて追ってきた七花と相対する。武術、忍術を問わず、相手の技（身体を変化させたり、怪力などの特異体質も含む）を見るだけで簡単に会得、使用できる規格外の強さを持つ。なお、悪刀「鐚」との邂逅からは「いい○○、いえ、悪い○○かしら」などが口癖になっている。
七花との一度目の対戦では手加減をしつつも七花を圧倒した。二度目の対戦ではとがめの奇策で照明の蝋燭に細工を施され暗闇になった大仏殿で戦う羽目になり、「見稽古」を封じられた状態で七花の七花八裂（改）に倒れ、「鐚」を回収された。しかしその時点では死んでおらず、封印していた本気を出して七花と殺し合いを演じた末に体が限界に達し、最後には七花の手でとどめを刺される。
「鐚」を奪って清涼院護剣寺という目立つ場所に居座ったのは、病弱なのにどうやっても死ねない自分を七花に殺させるためだった。
散り際に「よくぞ私を殺してくれたわね」と言おうとしたが、間違えて「よくも私を殺してくれたわね」と言ってしまった（実質的な散り際の一言は「……あれ…？噛んじゃった……」）。
限定奥義：悪刀七実（あくとうしちみ）
悪刀「鐚」を胸(鳩尾)に刺し、病弱な身体を強制的に活性化させた状態。七実は「弱点も隙もない」と評した。

日和号（びよりごう）
声 - 遠藤綾
四季崎記紀が生前もっとも愛した女性を模したからくり人形であり、微刀「釵」そのもの。江戸の壱級災害指定地域、不要湖を数百年にわたって徘徊し、射程距離に入った人間を無差別に攻撃する。このため不要湖にはうかつに人間が近づけず、それが理由で壱級災害指定地域に指定されている。「不要湖に捨てられたがらくたの化身」などと言われ、「がらくた王女」とも呼ばれている。とがめと否定姫は、「不要湖のどこかにある四季崎記紀の工房を守り続けている」との推測を立てていた。最後は曇天下での七花との持久戦による戦いで燃料切れと共に動力が止まり、敗北となった。この戦いで七花は人間としての心を知った。
四本の腕と四本の脚を持ち、首が百八十度回転し、口にあたる部位からは槍を突き出す。脚を変形させてヘリコプターのように飛ぶことも出来る。動力源は太陽光。
年齢不詳。身長六尺八寸。体重十七貫三斤。趣味は「無趣味」。
反撃技：人形殺法
高速移動と同時に装備状の武器を自在に操り「竜巻」、「旋風」、「春一番」、「突風」、「嵐」、「砂嵐」、「台風」、「カマイタチ」、「微風刀風(最後に登場)」などあらゆる技を繰り出し敵を追い詰め切り刻む。
限定奥義：微風刀風（びふうとうふう）
人形殺法の奥義で、人形殺法の最後に登場する大技。逆立ちの状態になって4本の足を高速回転させ、手のばねで一気に飛び上がり、そのまま飛行して敵を切り刻む。

汽口 慚愧（きぐち ざんき）
声 - 伊藤静
棋士の聖地、出羽の将棋村に道場を構える心王一鞘流の十二代目当主。直毛で長い黒髪の女性。王刀「鋸」の性質ゆえに変体刀の毒気に当てられず、門下生のいない道場を守る、これまでの変体刀の所持者とは違う“真人間”。が、逆に“真人間”過ぎて人間味が薄く、それが門下生を離れさせたのではないかととがめは考察している。とがめに、剣ではなく将棋を取れば間違いなくとがめ以上の腕前になったであろうと評された、文武両道の人物。道場を継ぐまでは将棋三昧の日々をしていて刀の修行は殆どしていなかったが、道場を継げる者が彼女しかいなかったためやむなく継ぐこととなり、当初は嫌々だったのが王刀・鋸を手にしたとたんそのことを受け入れてしまった、という経緯がある。心王一鞘流の当主は本来は血筋によらない（現当主が例外的）。
とがめとの将棋対決にとがめが勝ったら七花との対決を受け入れる、と約束した。しかし、将棋対決の後で七花が防具を付けず刀を持たずに対決しようとしたことを「見くびられた」「七花側が不利」と断じて防具を着けての木刀での試合を無理強いし、七花はこれに負けた。そのため、王刀「鋸」を懸けて対等に戦えるように心王一鞘流の初めての門下生として約10日間ほど七花を迎え入れ、慚愧から刀剣を学ぶ修行の日々が暫く続いた。七花にとって刀剣術を教えてもらった師匠とも言える人物でもある。一方とがめは、道場に来る度に見た見間違いにより慚愧と七花が恋仲になったと誤解した挙句、七花に対して攻撃的に接する嫉妬やヤキモチの日々が暫く続いた。それ以来七花を意識し始め遂にとがめは自身の思いをファーストキスで表し七花に思いをぶつけた（奇策のために七花に修行で身に付いたことを忘れさせるためでもある）。
その後、慚愧と七花との剣道による決戦で、とがめ自身が審判であることを利用した、将棋の棋譜を囁くという横槍による心理戦(もちろん反則技)によってついつい将棋のことを考えてしまい、あっけなく敗れ去った（語り手曰く「地味に決着がついた」）。その後、改めて慚愧は防具着用、七花は防具無しの普段の姿で対決し、威力を6割ほどに落とした飛花落葉に敗れ、その強さを認めて自分の非礼を詫びた。その際、刀を持つと弱くなる虚刀流の血筋を「（普通とは逆なので）呪われているようだ。」と評した。修行の休憩の合間に七花から聞いた敦賀迷彩の名に興味を示していた。
24歳。身長五尺八分三寸。体重十二貫。趣味は「素振り」。
限定奥義：王刀楽土（おうとうらくど）
汽口の祖父が王刀を持った瞬間に感じた状態をこう呼んでいた。王刀の効果により毒気が抜け、精神的王道を進んでいる状態。

彼我木 輪廻（ひがき りんね）
声 - 伊東みやこ
誠刀「銓」の所有者。奥州は陸奥の百刑場に住む仙人。七花ととがめが接触した際には、七花が苦手意識を持ったか苦戦した相手である慚愧、七実、こなゆき、迷彩を混ぜ合わせた少女の姿に、とがめが内心苦手にしていた彼女の父親に似た言動をする人物に見えており、とがめは「相手の苦手意識を反映している」と分析した。相手の苦手意識を逆撫でする、人を喰った言動を取る。四季崎記紀の顔見知りでもある。四季崎記紀から貰ってすぐに地中に埋めた「銓」をとがめ1人に発掘を行わせ、その間、自らは七花をおちょくるように彼と手合わせを行い、「真の目的のためには本来の目的を諦めなければならないことがある」と、二人に覚悟について教えた。戦闘力は良く見積もっても七花の7割程だが、輪廻自身が「君は10の力を攻撃と防御に半分ずつ使っているから、全力で防御する僕には勝てない」と語るように、七花との戦いで力の全てを防御に回して逃げ回り、試合放棄に至って結果的に引き分けとなった。とがめが「銓」を彼に差し出した際、虚刀流が「四季崎の血刀」である「完了形変体刀」であることを語った（彼はその直前、「（とがめが）まさかそれを知らずに虚刀流を連れて完成形変体刀を集めていたとは思わなかった」と驚いていた）。
とがめに誠刀「銓」を託した後、百刑場から姿を消したらしい。
自称300歳で、人間だった頃も含めると350歳ほどという。身長四尺二寸。体重八貫三斤（どちらも推測とされており、こなゆきと同じ数値）。趣味は「草笛」。
限定奥義：誠刀防衛（せいとうぼうえい）
攻撃を放棄し、自身の戦闘力の全てを防御・回避に費やす自らの戦法を、誠刀「銓」の特性になぞらえて輪廻自身が称した。

真庭 鳳凰（まにわ ほうおう）
声 - 置鮎龍太郎
毒刀「鍍」の所有者。真庭忍軍を参照。伊賀の山間部に新設された新・真庭の里で試し斬りしながら、七花達を待ち受ける。
物語の時代から150年後の剣術で七花に戦いを挑むも、割とあっさり見切られ、空中で七花八裂（改）を受けて絶命する。
限定奥義：猛毒刀与（もうどくとうよ）
四季崎記紀に乗っ取られた鳳凰自身が自分の状態をこう称した。あまりに強すぎる「刀の毒」にあてられた状態。

左右田 右衛門左衛門（そうだ えもんざえもん）
声 - 小山力也
炎刀「銃」の所有者（否定姫と共同所有）。尾張幕府を参照。
死ぬことを望み銃弾が当たっても突進してきた七花を前に弾切れし、断罪炎刀で激しく斬りあうも、一歩及ばずに力尽きた。最期の言葉は「姫様、あなたのために死ぬことをお許し下さい」。七花からこれを聞いた否定姫は「馬鹿なヤツ」と否定しながらも顔は満足そうだった。
限定奥義：断罪炎刀（だんざいえんとう）
「不忍法不生不殺」（しのばずほういかさずころさず）を炎刀「銃」の特性に乗せて放つ技。
アニメでは銃口に炎を灯した状態で行う、至近距離での連続した斬撃として描写された。

### その他登場人物
四季崎 記紀（しきざき きき）
声 - 森功至
柄師、鍔師まで兼任し、刀にまつわる全てのことをたった一人でやってのけた天才的な刀鍛冶。占い師の家系の生まれで一族最強の予知能力者でもあり、刀鍛冶になる前は占い師をしていた。「変体刀」の刀作りの知識は未来の技術を逆輸入したもの。輪廻曰く「否定的な人物」だったらしい。
その目的は、「日本が海外からの侵略戦争で滅びる」という未来を回避すること。かつて初代四季崎がこのように予言し、一族（特に記紀）はその未来を回避すべく奔走している。
飛騨 鷹比等（ひだ たかひと）
声 - 川島得愛
とがめの父親。奥州の顔役。尾張幕府の謀反人。鑢六枝が唯一好敵手と認めた男。二十年前に死亡。傍から見ると相手を見透かし過ぎ、達観し過ぎた、人を突き放すかのような言動をしていたらしく、娘のとがめ（容赦姫）は内心で彼を苦手としていた。しかし、家族への愛情は本物で、自らの敗北を悟った時に娘に「愛していた」と言い残して、六枝の下に赴いた（のちにとがめはこれを「卑怯だ」と評した）。この時、自分が殺される場面を娘に見せないように彼女に隠れているよう指示したが、彼女は結局、襖の隙間から彼が六枝に処刑されるところを目撃してしまう。また、娘に「もし私の読みが正しければ、お前は死なないはずだ」と言う意味深な言葉も残した。

### 第零話の登場人物
鑢 六枝（やすり むつえ）
虚刀流唯一の「六刀流」の剣士。情報が一切世に出ないことで謎めいている歴代当主と違い、情報が世に出すぎていることで謎に包まれている。「鑢六枝は強かった」に対して「弱かった」、「とてつもない大男だった」に対して「女子供だった」等、一つの情報に対して必ず対になる情報が存在している。
その実態は、六人で一人という規格外の存在。組織というわけではなくあくまで個人であり、後述する5人と1匹はすべて六枝本人である。「六刀流」と称されるのも、このため。傷だらけの大男はその事を知らず、金髪碧眼の女は「親として接する為に七花の前ではなるべく一人でいたんだろう」と推測した。
自分の可能性のすべてを引き出し、ありとあらゆる自分を実現できるため、鷹比等には「確率の悪魔」と呼ばれた。
尾張城地下の武器庫で、四季崎記紀の通常形変体刀を含む数多の武器を管理していたが、みぎりを通した幕府の命を受け鷹比等の討伐に乗り出した。
娘と息子を人間として育てようと思っており、鷹比等の討伐にはそのために平和な世の中を取り戻したいという思惑も絡んでいたが、当の鷹比等からは遠くないうちに考えが変わるだろうと指摘されている。
私
体に刃物が刺さらない、筋肉の塊のような男。アニメ版に登場する六枝は彼だと思われる。
僕
遠目にはナナフシのように見える棒人間。刀は鞘に収まっていてこそが在るべき姿という価値観を持っている。
俺
上下左右どこから見ても、完全な球体に見える男。刀に鞘なんて必要ないという価値観を持っている。
拙者
千歳生きた老人のような子供。
あたし
血管に青い絵の具が流れているような青白い女。
儂
人間の頭を容易く砕けそうな牙を持つ、喋るまだらの犬。

飛騨 鷹比等（ひだ たかひと）
大乱の首謀者。天才であり、数百年先に情報媒体が進歩しつぶやきが一瞬で世界中に伝わるようになることを始め、様々なことを予見している。その天才性により飛騨城で唯一道に迷わないとされているが、膨大な目的がある為、何処に辿り着いてもやる事があるだけで迷ってはいると本人は述べている。
現在の改竄された歴史の修正を目的としている。現在の歴史がおかしいことに気付いているのが自分だけであり、他に誰もやるやつがいないのが理由らしい。しかし、実際は四季崎一族が改竄した歴史から旧将軍との対立によって生じた歪みを修正するために組み込んだ分水嶺である。本人も何者かの思惑が絡んでいることは察しており大根役者に徹していた。
現実に関して筋が通っていないのに物語として無理矢理筋付けられているような違和感を物心ついたころから感じており、人々が四季崎に与えられた役割でなく自由に行動できるようにするために大乱を起こしたが、一方で人間は他人の影響を受け動いているだけで自由なんてものは存在しない幻想だとも考えている。
自分の命も他人の命も駒としか考えておらず、使えるものはすべて利用する。千刀流の少女を六枝の足枷として利用した際は、感情が無い六枝の中でも特にそれが顕著な私を怒らせた。
幼い一人娘に相撲で負ける程弱いが、大乱の節目となる戦いには必ず参加し前線で戦うことを決めている。前述の弱さを火薬で補い自爆さながらの戦い方をし、命に関わるほどの大怪我を負っても顔色一つ変えず笑いながら戦っている。
生まれてから一度も嘘を吐いたことがない。最期に嘘を吐けば、娘の生き方を多少は変えられるとわかっていたが、たとえ世紀の大嘘吐きだったとしても家族に対して嘘は吐けなかっただろうと語られている。
首（くび）
飛弾鷹比等の参謀。参謀とされてはいるが実質は城を抜け出し前線に立とうとする鷹比等のお目付け役に近い。
かつては真庭毒蛇という名を持っていたが、忍の身分を捨てた際に名も捨て、現在は首という通称で呼ばれている。その通称は首から上が刀になっているという異形に由来する。真庭忍軍に属していた時代、頭領でこそないもののそれに見合う器の持ち主として鷹比等四天王と合わせ真庭毒組と呼ばれていた。
六枝の見立てでは、黒鍵や慚愧に負けず劣らない実力を持つとされている。
右腕（みぎうで）
鷹比等四天王の一人。真庭忍軍出身の元忍者。かつての名は真庭毒鶴。右肩から先に腕が無く、代わりに刀が生えている。
鷹比等の命令によって鑢みぎりを誘拐した。左腕、左足、右足よりも数段上の実力を持ち、首と比べても遜色がない。
大乱後は真庭忍軍に復帰した。金髪碧眼の女は冗談めかしてはいるものの、傷だらけの大男と戦った十二頭領の中に紛れ込んでいた可能性を述べている。
右足（みぎあし）
鷹比等四天王の一人。真庭忍軍出身の元忍者。かつての名は真庭毒鰒。掛け値なく恐ろしい忍法を使う。
左腕、左足と共に、因幡砂漠で鑢六枝に三方挟撃を仕掛けた。
左腕（ひだりうで）
鷹比等四天王の一人。真庭忍軍出身の元忍者。かつての名は真庭毒蟻。掛け値なく恐ろしい忍法を使う。
右足、左足と共に、因幡砂漠で鑢六枝に三方挟撃を仕掛けた。
左足（ひだりあし）
鷹比等四天王の一人。真庭忍軍出身の元忍者。かつての名は真庭毒蜘蛛。掛け値なく恐ろしい忍法を使う。
右足、左腕と共に、因幡砂漠で鑢六枝に三方挟撃を仕掛けた。
錆 黒鍵（さび こっけん）
錆家の女剣士。見た目は5歳以下だが、実年齢は30歳以上で息子もいる。
「死神」「剣聖の中の剣聖」等と呼ばれる歴史上最強の剣士。将軍家に仕える十一人に一人で匹敵し、ただの素振りで地を割り天を裂き全てを吹き飛ばす暴風を生み出す。歩いて数日かかるほど遠距離にいる相手に、爆散する威力の突きを当てることができる。一人で国一つ滅ぼせる力を持つため幕府からも危険物扱いされていた。またあまりの強さのため、後世の剣士たちのやる気を削ぐことになりかねないため記録に残されるはずではなかった。
全刀「錆」の特性により、棒状のものなら何でも剣として使うことが出来る。本人曰く、ただの木の枝でも伝説の勇者の剣と同等の性能となるらしい。四季崎に関する因縁を息子の代まで引き継がせたくないと思っている。
語尾に「にゃん」と付ける口癖があるが、鑢七実を最初で最後の本気で戦える相手と見做した際は、変な口癖を止め半年に渡って戦い続けた。この戦いは鷹比等の起こした大乱よりも激しかったらしいが記録には残されていない。
全刀流奥義・完全刀一
はっきり描写されず、不明。
ゆる
飛騨鷹比等の妻で容赦姫の母。華やかな美貌に反して、質素な服とも呼べない荒い布のようなものを纏っている。大乱の結末はわかっているが、鷹比等とともに最後を迎えようと思っている。
鑢 みぎり（やすり みぎり）
六枝の妻。徹尾家の一人娘。
鷹比等曰く「悪意の塊」。切腹の見物を始めとする常人には理解できない趣味を持ち、その悪名は場所によっては将軍よりも有名。美貌の持ち主でもあり言い寄る男もいるが、「あんたの内臓が見たいから切腹をして」と必ず口にするため結婚相手がおらず、徹尾家の計らいで六枝と見合いをして結婚した。結婚の理由は六枝が前述の台詞を言われ、実際に切腹したことにときめいたかららしい。右腕に誘拐された際には、自分の子供たち（特に七実）が殺されなかったことを残念がり、六枝を困らせたいと自らすすんで誘拐に協力した。
飛騨城の地下牢で鷹比等の娘である黒髪の少女と「幸せと成功は別物」「成功したければ幸せになることは諦めなければならない」ということを語り合った。
鑢 七実（やすり ななみ）
六枝の娘。七歳。
六枝が英雄になるところを見ようと健気に後をつけていた。六枝を見失い彷徨っていたところ、たまたま六枝を狙っていた黒鍵を見つけ、半年にわたり戦いを繰り広げた。
見よう見まねを見稽古にまで昇華したいと思っているが、それには無人島に監禁される位の過酷な環境が必要だと悟っている。
汽口 慚愧（きぐち ざんき）
心王一鞘流十一代目当主。齢七十を超える老人。
木刀を使っているが、相手に真剣で足を縫い付けられていると錯覚させる程の気迫を放つ。一歩も動くことなくただの素振りで互いに触れることなく、六人同時の六枝の攻撃を防ぐほどの実力を持つ。
鷹比等に関係ない所で、自分の意思で大乱に参加すれば犠牲者が遙かに少なくなり期間も遙かに短くなるという鷹比等の言葉を受け、六枝の前に立ちはだかった。孫娘が将棋でも指して平和に暮らせる世の中を望んでいる。
心王一鞘流が大乱に関わったのは六枝との一戦のみであったため、記録では参戦していなかったことになっている。
彼我木 輪廻（ひがき りんね）
仙人。記紀より数世代前の四季崎によって筋書きに組み込まれた。
飛騨鷹比等の苦手意識を反映し、鷹比等自身となっている。鷹比等と語り合い、大乱を起こした鷹比等自身も四季崎の掌の上で踊らされているだけの可能性があることを示唆した。鷹比等と彼の娘に関して、ある約束をした。後の歴史に大きな影響を与えることになるこの約束は飛騨鷹比等が歴史に対して起こした最後の革命であり、これを機に反乱軍の勢いは急速に衰え、大乱は終結に向かうことになる。
容赦姫（ようしゃひめ）
飛騨鷹比等の一人娘。
飛騨城の地下牢で鑢みぎりと語り合い悪影響を受ける。鷹比等は心に深く刻まれ今際の際に思い出すと推測している。
否定的な童女
金髪碧眼の少女。この国には似つかわしくない容貌だが、不思議と着物が似合っている。
暗黒城で鷹比等の前に現れ、鑢六枝が狙っていることを伝えた。因幡砂漠では焼け焦げる程の日差しの中を上半身裸で日焼け一つせず現れ、六枝を驚愕させた。忍法の使用を確認された際は、自身は真庭忍軍でも滅亡した相生忍軍でもないと否定している。
千刀流の少女
護神三連隊の二番隊長の一人娘。
家も焼け落ち、死体の絨毯となった出雲の戦場跡地で父親を探し彷徨っていた際に、六枝と出会う。七実と七花に年齢が近いこともあり、僕は養子にとってもいいと考えていた。
六枝と鷹比等の戦いに巻き込まれ足枷として利用されるが、六枝に守られることで生存した。錆黒鍵の天災のような斬撃を受けた際に無意識に奪刀しており、あたしはその素質から後に七実と七花の障害となる可能性を考え殺そうとするが、それをしたら人じゃないと思い直し見逃した。
四季崎 記紀（しきざき きき）
完成、そしてその先にある完了を目指したが決して完全を目指そうとはしなかった。完全を目指すことは闇に堕ちることと等しいと考え、「究極はあっても完全はない」というのが口癖だった。彼にとっての刀とは切るものではなく、時代を区切るものである。
彼我木輪廻は、この世界に生きている人間で四季崎一族の筋書き通りに動いていない人間はいないと述べている。
鑢 五幹（やすり いつみき）
修行中に若くして死んだ、虚刀流五代目当主。
金髪碧眼の女
かつて否定姫と呼ばれていた。
否定的な童女は四季崎一族の別の子孫であり自分は大乱に関わっていないと述べているが、六枝と鷹比等のことを懐かしんでいる節もあり真相は定かでない。鷹比等と六枝をそれぞれ「真実に拘りすぎた」「彼より弱い刀を他に知らない」と評価している。
鷹比等の娘が選んだ刀が、鷹比等同様に幕府に刃向かい傷だらけの容貌となったことに因縁を感じており愛憎は理解できなくもないと述べ、自分が愛憎を感じるのは先祖と右衛門左衛門だけと呟いている。
傷だらけの大男
六枝の息子。かつて鑢七花と呼ばれていた。
茶屋で団子を食べながら二十年前の話を聞かされた。

## 地名

### 対戦場所
丹波 不承島
鑢一家が島流しにされ暮らしていた離島。六枝が死に、七花と七実が去ってからは完全な無人島となった。
因幡 下酷城
因幡砂漠の蜃気楼で守られているため、「存在しない城」として、攻めるに難く守るに易い、日本三名城の一つに数えられている。現在は宇練銀閣しか住んでおらず、手入れされていない荒城と化している。銀閣のいる部屋は狭く、正面に1つしか無い入口からは一度に1人か2人しか入れず、立て付けを悪くした障子の音により寝ていても侵入者に気づけるようになっているなど、銀閣と斬刀「鈍」の特性に有利な構造になっている。
出雲 三途神社
特殊な事情で心に傷を負った女性達を保護している神社。長い石段と無数の鳥居がある。千刀流、千刀「鎩」との組み合わせで「地形効果・千刀巡り」を発動できる。
周防 巌流島
伝説の二人の剣士「長刀」と「二刀」の決闘が行われた場所として剣士の聖地となっている島。古風な錆白兵が決闘場に選んだ。白兵と七花の決闘の余波で面積が半分になってしまった。
薩摩 濁音港
鎧海賊団の拠点。日本国内の様々な場所へ向かう航路の港があり、鎧海賊団船長の校倉必が仕切っているため、様々な情報が必のもとに集まる。「大盆（おおぼん）」と呼ばれる賭博闘技場があり、必は一番人気の闘士でもあるため、挑戦するには配下達に勝ち実力を示さなければならない。
蝦夷 踊山（おどりやま）
怪力を誇る凍空一族の存在のため壱級災害指定地域に指定されている。季節を問わず猛吹雪が吹き荒れており、ここで生まれ育った凍空一族以外は、鍛えられた肉体を持つものでさえ、その場にいるだけで容赦なく体力を削られていく。
土佐 清涼院護剣寺
巌流島に並ぶ、剣士の聖地のひとつ。旧将軍の刀狩令によって蒐集された十万本の刀を鋳潰して建立された、「刀大仏」と呼ばれる巨大な大仏を本尊としている。修行の一環として「護剣寺流剣法」と呼ばれる剣術を教えているため、二百人近い僧侶のほとんどは屈強な剣術使いでもあったが、七実によって皆殺しにされた。女人禁制だった。
江戸 不要湖
数百年間に渡って廃棄され続けたがらくたにより、埋め立てられてしまった湖。現在はがらくたの平原になっており、木屑や鉄屑が散乱しているため、普通に歩くだけでも危険な場所になっている。様々な素材が揃うため、かつて四季崎記紀が工房を構え、千本ある変体刀のほとんどは、この地で製作されたと伝えられている。その変体刀の一本であり工房の番人でもある日和号の危険性のため、幕府によって壱級災害指定地域に指定されている。
出羽 将棋村
棋士の聖地。アニメでは将棋を指す村人が多く見られた。心王一鞘流の道場が構えられている。心王一鞘流は人を殺さぬ活人剣であるため、道場では真剣禁止、防具着用、場外などの決まりがある。
陸奥 百刑場
飛弾鷹比等が討伐された場所。もともとは飛弾鷹比等の城があったが、大乱の後は処刑場とされた。現在は荒れ果てた荒野となっている。
伊賀 新・真庭の里
山間部に新設された真庭の里。真庭忍軍の全忍者が暮らしている。
尾張 尾張城
尾張幕府の本拠地であり、多くの衛兵がいる。近くには、とがめの住居「奇策屋敷」と否定姫の住居「否定屋敷」がある。
七花が将軍・匡綱を殺害した一撃で、天守閣が真っ二つに割れてしまった。

### その他
陸奥 死霊山
壱級災害指定地域に指定されている。山頂の祠には悪刀「鐚」が奉納されており、死霊山神衛隊によって守られていたが、七実によって半刻持たずに跡形も無く壊滅した。悪刀「鐚」の活性力により木々の命を保てていたが、七実に奪われてからは枯れ山になってしまったらしい。
能登 星砂街道
行き交う旅人たちによって踏み固められた砂で構成された、海岸沿いにある街道。旅人が利用する茶屋がある。
肥後 暗黒城
一面、光さえ吸い込むような漆黒に塗られ、全貌がわからない。「見えない城」として日本三名城の一つに数えられていた。
鷹比等の用いた、この時代にはまだないはずの小規模の火薬を連鎖して爆破させる解体技法によって跡形もなく崩壊した。
陸奥 飛騨城
「迷宮城」の異名を持ち、来るかもわからない未来での宮城県の名前の由来になっている。
城内は騙し絵さながらの構造になっており、知らない人間が入ると二度と出られない。何年住んでいても迷わずに目的の部屋へたどり着くことは不可能。「入れない城」として日本三名城の一つに数えられているが、その構造から守るにも難い。
大乱で焼失し、跡地は処刑場にされた。

## 虚刀流（きょとうりゅう）
剣を全く使わない一族相伝の剣術。刀を使わない剣術と言われているが、実際のところは、開祖の鑢一根が刀を扱う才能に全く恵まれず、子孫も同様だったために無刀となったもの。主に打撃を用いる拳法だが、七花は「剣法」と言っている。一応、手「刀」や足「刀」を多用するため、「刀を使う」武術ではある。
その本当の姿は、四季崎記紀が完成形変体刀という"習作"を経て最後に作った刀、完了形変体刀・虚刀「鑢」である。虚刀流が「四季崎記紀の遺品」であり「四季崎の血統（正しくは「血刀」）」であると言われる所以はこのあたりにあると考えられる。

### 虚刀流剣術一式
「菊（きく）」
一の構え『鈴蘭』から繰り出される、梃子の原理で刀を折る技。鑢一根と四季崎記紀が相談し、絶刀「鉋」を折るためだけに編み出した技。
実際に絶刀を折るためには相応の技量が必要であり、最初に絶刀と相対した際、七花はこの技で絶刀を折れなかった。
「牡丹（ぼたん）」
腰の回転を加えた後方回し蹴り。
「百合（ゆり）」
腰を使った回し蹴り。
「鬼百合（おにゆり）」
不明。
「桜（さくら）」
不明。
「薔薇（ばら）」
体重を乗せた飛び蹴り。
「菫（すみれ）」
虚刀流剣術の中では珍しい投げ技。
「梅（うめ）」
不明。
「鷺草（さぎぐさ）」
不明。
「石榴（ざくろ）」
打撃技混成接続として使われた。
「菖蒲（あやめ）」
打撃技混成接続として使われた。
「木蓮（もくれん）」
近距離に対応した技。飛び膝蹴り。
「桜桃（おうとう）」
不明。
「野苺（のいちご）」
近距離に対応した技。両肘を使い連続で打突する。
「桔梗（ききょう）」
相手の腕を捻り上げ、肩と肘を同時に極めようとする組み技。
「雛罌粟（ひなげし）」
手刀で下方から上方に向かって切り上げる。
「沈丁花（じんちょうげ）」
打撃技混成接続として使用された。
「女郎花（おみなえし）」
折った刀を相手に返す技。
「銀杏（いちょう）」
不明。
「山茶花（さざんか）」
不明。
「蓮華草（れんげそう）」
不明。
「蒲公英（たんぽぽ）」
相手を引き寄せつつ、手刀で相手を貫く。七実が最も気に入っている技である。

#### 奥義
虚刀流には七つの構えがあり、それぞれに奥義が一つずつある。奥義は四文字で、技は「花」が入った四文字熟語となっている。
「鏡花水月（きょうかすいげつ）」
虚刀流一の奥義。一の構え「鈴蘭」から繰り出される。強烈な拳底。七花が使う虚刀流の技では最速を誇る。初代真庭蝶々との戦いを経て一根が編み出した。
「花鳥風月（かちょうふうげつ）」
虚刀流二の奥義。二の構え「水仙」から繰り出される。半身で前後に貫手を配す構えからの奥義。アニメ版一話では七花八裂（後述）の中で鏡花水月とは逆の手で繰り出す貫手で表現された。
「百花繚乱（ひゃっかりょうらん）」
虚刀流三の奥義。三の構え「躑躅」から繰り出される。両手が刀で塞がれていても発動できる奥義。アニメ版一話では七花八裂（後述）の中で下から打ち上げる膝蹴りで表現された。
「柳緑花紅（りゅうりょくかこう）」
虚刀流四の奥義。四の構え「朝顔」から繰り出される。身体を捻り拳を相手に突き出す技。筋肉や防具など、間に挟んだ物には損傷を与えず、好きな位置だけに衝撃を伝えることができる。
「飛花落葉（ひからくよう）」
虚刀流五の奥義。五の構え「夜顔」から繰り出される。「柳緑花紅」の逆で、相手の表面に衝撃を伝える鎧崩しの技。奥義の中で唯一手加減が出来る。アニメ版では合掌した手を開きながらぶつける掌底で表現された。
「錦上添花（きんじょうてんか）」
虚刀流六の奥義。六の構え「鬼灯」から繰り出される。左右方向自在の足の運びからの奥義。アニメ版一話では七花八裂（後述）の中で両手で放つ水平手刀で両脇を打つ技で表現された。
「落花狼藉（らっかろうぜき）」
虚刀流七の奥義。七の構え「杜若」から繰り出される。前後方向自在の足の運びから、足を斧刀に見立てた踵落とし。天井などを足場にすると威力が増す。
「七花八裂（しちかはちれつ）」
虚刀流最終奥義。七花が刀集めに出る前日に思いつきで開発した技（名前こそ付けていないものの、20年前の時点で鑢六枝も使用している）。相手に虚刀流の七つの奥義を同時に叩き込む。弱点は「柳緑花紅」を放つ時の溜め動作によるタイムラグだが、その分即応性がある。七人の相手を同時に相手できる（鑢六枝の場合、六人で同時に六つの技を放った後で最後の一つを一斉に繰り出すため、タイムラグが無い）。
「七花八裂（改）」
七実に「七花八裂」を破られたのを機に、改良を加えた技。改良前は適当な順番で繰り出していた七つの奥義を、威力と隙の無さにおいて最も優れた順番（「柳緑花紅」→「鏡花水月」→「飛花落葉」→「落花狼藉」→「百花繚乱」→「錦上添花」→「花鳥風月」）で繰り出す。
※虚刀流零の構え「無花果」
鑢七実が真庭蝶々との対戦で見せた 「構えない」構え。構えることにより相手の次の動きを読めてしまう七実にとって 「構えるということそのものが無駄」であるため、＜敢えて名前を付けるなら＞としたもの。

#### 応用技
「『雛罌粟』から『沈丁花』まで、打撃技混成接続」
七実が編み出した、虚刀流の打撃技272種類をあらゆる角度から打ち込む技。初登場時には「忍法足軽」を応用して重さを取り除かれた状態だったが、手加減無しで放たれると272回死ぬらしい。（胡乱がこれを受けた。）
「七花八裂、応用編」
尾張城での戦いで、微刀・釵（日和号）とそれを従えた灰賀欧に対して繰り出した技。
アニメでは直接的に技を繰り出した瞬間の描写はされなかったが、原作では「七花八裂を構成する七つの奥義を三つと四つに分けて別々の対象に繰り出す技」だと語られていた。

## 変体刀
四季崎記紀が作り上げた1000本の刀。この1000本の刀は変体刀と呼ばれ、四季崎記紀の予知能力により未来から逆輸入した技術により製作されている。
透刀「鉄」（トウトウ・テツ）
混物語第刀話「ひていクリア」に登場。「透徹」の特性を持つ刀。斬った物体を通り過ぎる特質を持ち、鎧や壁を通り抜け斬りたい対象だけを斬ることができる。
ガラス加工やレーザーメスに利用されるレーザービームを発展させた技術と羽川から推測されている。

### 完成形変体刀十二本
四季崎記紀が作った千本の日本刀の中でも最も完成度の高いと言われている十二本の刀で、それぞれ何らかの特殊な機能を持っている。
一般的な刀の形をしていないものもあるが、とがめは“日本で作られたから日本刀だろう”としている。完成形変体刀十二本は一本で国がひとつ買える価値があるらしい。
「斬れない物はない」とされる「鈍」と、「絶対に壊れない」とされる「鉋」のように矛盾した特性も存在しているが、このような場合、完成度に優れる後期に製作された側の特性が優先するだろうととがめは推測している。
絶刀「鉋」（ゼットウ・カンナ）
所有者・真庭蝙蝠。「頑丈さ」に主眼が置かれている。否定姫は「世界の何よりも固き、折れず曲がらぬ絶対の刀」と称した。
切刃造の直刀。刀身は五尺ほど。鍔や鞘がなく、綾杉肌に二筋桶が彫られている。決して折れず曲がらないため、真庭蝙蝠は「永久機関のような刀」と評した。斬るよりも突く方に向いている。前所有者は美濃の涙磊落（なみだ らいらく）。
斬刀「鈍」（ザントウ・ナマクラ）
所有者・宇練銀閣。「切れ味」に主眼が置かれている。否定姫は「ありとあらゆる存在を一刀両断にできる、鋭利な刀」と称した。
柄や鍔、鞘が真っ黒な刀。あらゆる物を抵抗なく一刀両断できる。宇練家に代々受け継がれており、宇練銀閣の十代前の先祖、宇練金閣（うねり きんかく）はこの刀で一万人切りを成したと言われている。所有者である宇練の居合い抜きの速さゆえ、初登場時には刀身が見えず、「鉋」や「鎩」のような、比較的まともな刀剣型の変体刀の中では唯一、造りや刃紋に関する言及が無かった。後に刀身を見た七花は、「なんか普通」と述べている。刀身によって物質の分子結合を破壊しているらしく、このおかげで「なんでも斬れる」という特性を発揮している。
千刀「鎩」（セントウ・ツルギ）
所有者・敦賀迷彩。「多さ」に主眼が置かれている。否定姫は「いくらでも替えが利く、恐るべき消耗品としての刀」と称した。
千本で一本と言われていて、千本の刀すべてが材質、重量、切れ味とも同じに作られている点を除けば、完成形変体刀で最も「普通の名刀」。刃渡り二尺四寸、三ツ棟、刃文は小乱の鎬造。迷彩はこれについて「原型となった1本の刀を元に大量生産した」という仮説を持っており、決闘の条件としてとがめにその原型を探させた。とがめは鞘の古さや傷から「おそらくこれだろう」と一本を迷彩に示したが、決闘終盤で迷彩が手にした一本こそが本当の原型だった。
「鎩」は一応、実在する漢字である。
薄刀「針」（ハクトウ・ハリ）
所有者・錆白兵。「薄さ」と「軽さ」に主眼が置かれているが、劇中では「脆弱さ」がその特徴とされることもある。否定姫は「羽毛のように軽く、硝子細工のように脆い、美しき刀」と称した。
向こう側が透けて見え、刀身自体も目をこらさないと見えないほどに薄く、それ故に美しい。鞘には花の模様が描かれている。十二本の中で最も扱いにくく、壊れやすいとされており、剣筋をずらさずに完全な軌跡を描いて斬りつけなければ攻撃すら出来ない。また、当たったときに相手が身体の筋をずらしても壊れてしまうため、使い手にはこれを壊さず扱う尋常ではない高い技術が求められる。双刀「鎚」の対とされている。前所有者は越後の傷木浅慮（きずき せんりょ）。
賊刀「鎧」（ゾクトウ・ヨロイ）
所有者・校倉必。「防御力」に主眼が置かれている。否定姫は「守りに重きを置いた、巨大な防御力を有する、甲冑を模した刀」と称した。
見た目は七尺ほどの西洋甲冑。部品の継ぎ目が刃になっており、日本刀を鍛えるように作られた鎧とも言われた。受けた衝撃を外に逃がす機能を持っており、装甲を透過して内部に損傷を与える鎧通しのような技も防ぐことができる。また、一度身につけると内部からしか開けられないため、強引に脱がせることも不可能（そのため、中の人間が死ぬと事実上使用不可能になるので、収集の際とがめは七花に校倉を殺さないよう指示した）。その機能から圧倒的な防御性能を持つのだが、その大きさ故に着こなすことが出来たのは歴代継承者の中でも2、3人ほどしか居ないであろうと言われている。
双刀「鎚」（ソウトウ・カナヅチ）
所有者・凍空こなゆき（ただし、元々の所有者は凍空一族の村長の息子で、こなゆきは「鎚」の存在を知らず、とがめに聞かされて思い当たった村長の家の跡を掘り起こして発見した）。「重さ」に主眼が置かれている。否定姫は「すさまじい質量のかたまりであり、持ち上げることさえ満足に敵わない刀」と称した。七実が「鎚」を手に入れなかった理由はその大きさから持ち運び辛かったからであることが、悪刀「鐚」を入手した時の独り言からうかがえる。
刃渡り二尺三寸ほど、鞘も鍔も刃文もなく、上下の区別もあいまいな石刀。そのためにどちらでもない自在という意味で「双」の字が当てられている。イラストでは炎が波打ったような刀身に二又に分かれて中央に穴が開いた柄、柄頭に平べったいモーニングスターが取り付けられた形状になっている。軽く投げ重力に任せて落としただけで硬い地面にめり込むほど重い。薄刀「針」の対とされている。凍空一族は主に狩りに使用していた。
悪刀「鐚」（アクトウ・ビタ）
所有者・鑢七実。「活性力」に主眼が置かれている。否定姫は「所有者の死さえ許さず、無理矢理に人を生かし続ける凶悪な刀」と称した。
変体刀十二本の中で最も凶悪な一振りとされる。忍者の道具である苦無の形をしており（小振りなため持ち運びやすいと七実に言われた）、常に雷を帯び、電極のように身体に差し込むことによって、所有者の疲弊も死も許さず人体を無理矢理に生かし続ける凶悪な刀。七実に奪われる前は陸奥の壱級災害指定地域、死霊山の祠に祀られ、死霊山神衛隊によって守護されていた。
微刀「釵」（ビトウ・カンザシ）
所有者・日和号。「人間らしさ」に主眼が置かれている。否定姫は「武器でありながら人である、恋する殺人人形とも言える刀」と称した。
刀の所持者（前述）を参照。「微刀」は「美刀」とかけている。自らの愛した女性を象っていることから、四季崎記紀の人間らしさが唯一かいま見える刀とされる。
王刀「鋸」（オウトウ・ノコギリ）
所有者・汽口斬愧。「毒気のなさ」に主眼が置かれている。否定姫は「人を正し、心を正す、精神的王道を歩ます、教導的な解毒の刀」と称した。
柄を入れても三尺にも満たない木刀。毒気の無さを超えて所有者の毒気を抜く作用にまで達しており、心を正して精神的王道を歩ませる。よく手入れされており、古い時代を感じながらもつい今さっき作られたような真新しさも感じさせるといった、矛盾した印象がある。毒刀「鍍」の対とされている。
心王一鞘流に持ち込まれたのは八代目当主の頃であり、それまでの来歴や何故ここに持ち込まれたかは一切不明。
誠刀「銓」（セイトウ・ハカリ）
所有者・彼我木輪廻。「誠実さ」に主眼が置かれている。否定姫は「人間の姿勢を天秤にかけるように、人によって受け取り方さえ違う曖昧な刀」と称した。
刃なき刀であり、柄と鍔だけしか無い。「銓」は天秤を意味し、己自身を測る刀。相手を斬る刀ではなく、自分を切る刀、自分を試す刀、自分を知る刀であり、「無刀」とも表現された。輪廻は四季崎から直々にこの刀を貰ったが、貰ってすぐに「迷惑だから」と地中に埋めたところ、その上に城が建ってしまった。鷹比等が歴史の改竄に気付いたのはこのためだと、とがめは推測しており、鷹比等の個性を作るためだけに四季崎が自身に手渡したと輪廻は推測している。戦国時代、輪廻は「銓」の力を使いあちこちの戦いを封印していた。
毒刀「鍍」（ドクトウ・メッキ）
所有者・真庭鳳凰。「毒気の強さ」に主眼が置かれている。否定姫は「所有すると人が斬りたくなる、刀の毒がもっとも強く内包された刀」と称した。
禍々しい色の鞘に収められた、鍔の無い大きく反った黒刀。長さは五尺に少し足りないくらい。王刀「鋸」の対とされている。富士の樹海から鳳凰が回収した。
持つと人を斬りたくなるという変体刀の「刀の毒」が、もっとも深く刻み込まれている。鳳凰は刀の毒（＝四季崎記紀の魂？）に乗っ取られてしまったが、持った人間が必ずしもそうなるとは限らない。
「四季崎記紀の人格の完全発現」はあくまでも「真庭鳳凰」という常人を超越した人物が「物に宿った記録を読み取る」という真庭川獺の手で刀を握ったが故であり、後に手にした呂桐番外は四季崎の人格を発現させることは無く、ただ自我を失い「毒」に支配されるだけだった。
炎刀「銃」（エントウ・ジュウ）
所有者・左右田右衛門左衛門。「連射性と速射性と精密性」に主眼が置かれている。否定姫は「遠距離からの連続精密攻撃を可能にした、飛び道具としての刀」と称した。
炎の模様があしらわれた回転式連発拳銃と自動式連発拳銃からなる、一対の「刀」。連射性と速射性に加え高い命中精度を持っている。遠距離から攻撃が可能なため、半端な間合いは意味をなさない。「炎刀」とは「遠刀」と掛けて命名されたとも考えられる。
回転式は装弾数六発、自動式は装弾数十一発（ただしアニメ版では両方とも明らかに装弾数を超えた連続射撃を披露している）。
かつては信濃にあった（アニメ版では人鳥の情報として、禅寺の塔頭に保管されていたことが語られている）。とがめと七花が蝦夷から否定屋敷に来た時点で既に否定屋敷に置かれており、とがめは否定姫の趣味に合わない武骨さから、七花は刀としての共感覚からそれに違和感を持ったのだが、完成形変体刀とは見抜けなかった。それでも、とがめは出羽で人鳥から鳳凰の身に起こったことを聞いた後で、「銃」は否定姫が所有しているだろうと推測していた。

### 完了形変体刀
「完成形変体刀」と呼ばれる12本の"習作"を経て、最後の最後に作られた刀。
虚刀「鑢」（キョトウ・ヤスリ）
鑢一族の虚刀流そのもの。刀を用いず、生身で常に最高の戦闘能力を発揮する。
虚刀流が「四季崎記紀の遺品」であり「記紀の血刀」であると言われる所はこのあたりにあると考えられる。初代の鑢一根と四季崎記紀が考えた型を代々研鑽していき、七代目、鑢七花の代で完了した。
また、錆黒鍵の見立てによると鑢六枝は鷹比等との戦闘に限り、完了の域に達していたらしい。
全刀「錆」（ゼントウ・サビ）
錆一族の全刀流そのもの。棒状のものなら何でも刀として扱うことができ、刀を使わない虚刀流の対極となっている。
四季崎記紀が虚刀「鑢」と共に完了形変体刀の候補として残していたもう一つの「刀」。四季崎記紀は最後の最後までどちらを完了形変体刀に決めるか悩んでいた。
完了形変体刀には虚刀「鑢」が選ばれたため、正確には完了形変体刀ではない。

## 既刊一覧

### 小説

#### 本編
- 西尾維新（著） / 竹（イラスト） 『刀語』 講談社〈講談社BOX〉、全12巻
  1. 「第一話 絶刀・鉋（ゼットウ・カンナ）」2007年1月1日第1刷発行（1月10日発売[8]）、ISBN 978-4-06-283611-1
  2. 「第二話 斬刀・鈍（ザントウ・ナマクラ）」2007年2月1日第1刷発行（2月2日発売[9]）、ISBN 978-4-06-283604-3
  3. 「第三話 千刀・鎩（セントウ・ツルギ）」2007年3月1日第1刷発行（3月2日発売[10]）、ISBN 978-4-06-283619-7
  4. 「第四話 薄刀・針（ハクトウ・ハリ）」2007年4月1日第1刷発行（4月3日発売[11]）、ISBN 978-4-06-283623-4
  5. 「第五話 賊刀・鎧（ゾクトウ・ヨロイ）」2007年5月7日第1刷発行（5月8日発売[12]）、ISBN 978-4-06-283628-9
  6. 「第六話 双刀・鎚（ソウトウ・カナヅチ）」2007年6月4日第1刷発行（6月5日発売[13]）、ISBN 978-4-06-283631-9
  7. 「第七話 悪刀・鐚（アクトウ・ビタ）」2007年7月2日第1刷発行（7月3日発売[14]）、ISBN 978-4-06-283634-0
  8. 「第八話 微刀・釵（ビトウ・カンザシ）」2007年8月1日第1刷発行（8月2日発売[15]）、ISBN 978-4-06-283636-4
  9. 「第九話 王刀・鋸（オウトウ・ノコギリ）」 2007年9月3日第1刷発行（9月4日発売[16]）、ISBN 978-4-06-283639-5
  10. 「第十話 誠刀・銓（セイトウ・ハカリ）」2007年10月1日第1刷発行（10月2日発売[17]）、ISBN 978-4-06-283643-2
  11. 「第十一話 毒刀・鍍（ドクトウ・メッキ）」2007年11月1日第1刷発行（11月2日発売[18]）、ISBN 978-4-06283648-7
  12. 「第十二話 炎刀・銃（エントウ・ジュウ）」2007年12月3日第1刷発行（12月4日発売[19]）、ISBN 978-4-06-283652-4

#### 外伝
- 西尾維新（著） / 竹（イラスト） 『真庭語 初代真庭蝙蝠 初代真庭喰鮫 初代真庭蝶々 初代真庭白鷺』 講談社〈講談社BOX〉、2008年12月1日第1刷発行（12月2日発売[20]）、ISBN 978-4-06-283687-6

### 関連書籍
- 『竹画集 刀語絵巻』講談社BOXピース、2009年1月20日発売[21]、ISBN 978-4-06-214672-2 / ISBN 978-4-06-214671-5（豪華版）
- 『大河アニメ 刀語 オフィシャルガイドブック』講談社BOX、2009年12月20日発売[22]、ISBN 978-4-06-215925-8
- 『刀語ドラマCD 不問語』講談社BOX、2010年1月22日発売[23]、ISBN 978-4-06-283734-7
- 『大河アニメ 刀語 ビジュアルブック』講談社BOX、2011年4月7日発売[24]、ISBN 978-4-06-216919-6

## ドラマCD
『オリジナルドラマCD 不問語（トワズガタリ）』2010年1月21日発売、ISBN 978-4-06-283734-7
七花、とがめ、七実、否定姫、右衛門左衛門が自らについて語るドラマCD。講談社BOXとしての発売で、シナリオブックが同梱されている。
担当声優はアニメと同じ。

## テレビアニメ
西尾維新アニメプロジェクト第2弾。2010年1月（主要放送局の場合）から同年12月まで「大河アニメ」と称し、毎月1話1時間スペシャルでテレビ放送された。ナレーションは池田昌子。
このような特殊な放送形態になった理由を、プロデューサーの鳥羽洋典は「原作が1か月に1回の刊行だったため、その『月に一度の楽しみ』というイベント感を出したかった」・「1冊1冊の面白さを最大限表現するため」としている。
TBS系列の毎日放送が企画協力で参加しており、同局プロデューサーの丸山博雄がクレジットされている。
2010年1月7日に制作会社WHITE FOXより、同作の機密資料が流出したことが公表された。同年1月4日未明に同社FTPサーバへ第三者によるクラッキングが行われ、内部資料となる絵コンテや脚本、キャラクターデザイン画などがインターネット上へ流出したとされる。
2013年4月からはフジテレビ『ノイタミナ』ほかにて放送。同枠では、初の旧作にして1時間1作品の放送形態である。この『ノイタミナ』版では本放送時と仕様が異なりオープニングテーマとエンディングテーマ、そして各アニメーションが一新された他、本編は『ノイタミナ』の尺の都合上から再編集されて本放送より数分短縮され、次回予告はエンディングアニメーション内に内包されている。ノイタミナ版第7話と第12話（最終話）では副音声にてオーディオコメンタリーを行った。近畿圏でのネット局は毎日放送から関西テレビへ変更されている。なお、本作の担当広告代理店はクオラスであったが、ノイタミナ枠は電通の保有枠であるため、エンディングのクレジットからは削除されている。

### スタッフ
- 原作 - 西尾維新「刀語」[5]
- キャラクター原案 - 竹[5]
- 表題筆文字 - 平田弘史
- 監督 - 元永慶太郎[5]
- シリーズ構成 - 上江洲誠[5]
- キャラクターデザイン・総作画監督 - 川田剛[5]
- 虚刀流設定協力 - 板垣敦
- 美術監督 - 工藤ただし[28]
- 色彩設計 - 手嶋明美[28]
- 特効監修 - 谷口久美子[28]
- 撮影監督 - 中村圭介[28]
- 編集 - たぐまじゅん[28]
- 音響監督 - えびなやすのり[28]
- 音楽 - 岩崎琢[28]
- 音楽プロデューサー - 伊藤善之、小池克実
- 音楽制作 - ランティス、フジパシフィック音楽出版
- チーフプロデューサー - 勝股英夫、吉羽治、山本幸治
- プロデューサー - 鳥羽洋典、針生雅行、尾崎紀子
- アニメーションプロデューサー - 岩佐がく
- アニメーション制作 - WHITE FOX[5]
- 製作 - 「刀語」製作委員会[5]（アニプレックス、講談社、フジテレビジョン、ランティス、ムービック）

### 主題歌
本放送
オープニングテーマ
「冥夜花伝廊」（第1話 - 第7話）
作詞 - 畑亜貴 / 作曲 - 上松範康 / 編曲 - 菊田大介 / 歌 - 栗林みな実
「刀と鞘」（第8話 - 第12話）
作詞 - 宝野アリカ / 作曲・編曲 - 片倉三起也 / 歌 - ALI PROJECT
エンディングテーマ
「誰そ彼の月華」（第1話）
作詞 - YUI / 作曲・編曲 - 橘尭葉 / 歌 - 妖精帝國
「Refulgence」（第2話）
作詞 - 少女病 / 作曲・編曲 - ピクセルビー / 歌 - 少女病
「千本千女の刃毬唄」（第3話）
作詞・作曲 - 畑亜貴 / 編曲 - 加藤達也 / 歌 - 畑亜貴
「虚無の華」（第4話）
作詞 - 霜月はるか / 作曲・編曲 - myu / 歌 - kukui
「愛と誠」（第5話）
作詞 - 畑亜貴 / 作曲 - 伊藤真澄 / 編曲 - 虹音 / 歌 - とがめ（田村ゆかり）
「雪ノ女」（第6話）
作詞 - 宝野アリカ / 作曲・編曲 - 片倉三起也 / 歌 - ALI PROJECT
「迷い子さがし」（第7話）
作詞 - 畑亜貴 / 作曲 - 伊藤真澄 / 編曲 - 虹音 / 歌 - 鑢七実（中原麻衣）
「からくり眠り談」（第8話）
作詞 - 畑亜貴 / 作曲・編曲 - 虹音 / 歌 - のみこ
「証」（第9話）
作詞 - Annabel / 作曲・編曲 - myu / 歌 - Annabel
「否、と姫は全てを語らず」（第10話）
作詞 - 畑亜貴 / 作曲 - 伊藤真澄 / 編曲 - 虹音 / 歌 - 否定姫（戸松遥）
「亡霊達よ野望の果てに眠れ」（第11話）
作詞 - 畑亜貴 / 作曲・編曲 - 中山真斗 (Elements Garden) / 歌 - 飛蘭
「時すでに始まりを刻む」（第12話）
作詞 - 畑亜貴 / 作曲・編曲 - 虹音 / 歌 - 栗林みな実
ノイタミナ版
　オープニングテーマ
「拍手喝采歌合」
作詞・作曲・編曲 - ryo / 歌 - supercell
エンディングテーマ
「言ノ葉」（第1話 - 第11話）
作詞・作曲・編曲 - Samfree / 歌 - ピコ
「Kotonoha-Ballad-」（第12話）
作詞・作曲・編曲 - Samfree / 歌 - ピコ

### 評価
BD第1巻（完全生産限定版）の初週推定売上は4,624枚、DVD第1巻（同）の初週推定売上は2,756枚をそれぞれ記録している。

### 各話リスト
| 話数     | サブタイトル | 脚本     | 絵コンテ                  | 演出         | 作画監督                                     |
| -------- | ------------ | -------- | ------------------------- | ------------ | -------------------------------------------- |
| 第一話   | 絶刀・鉋     | 上江洲誠 | 元永慶太郎                | 元永慶太郎   | 板垣敦、又賀大介                             |
| 第二話   | 斬刀・鈍     | 上江洲誠 | 則座誠                    | 則座誠       | 中村和久、吉田伊久雄                         |
| 第三話   | 千刀・鎩     | 長津晴子 | 小林智樹                  | 小林智樹     | もりやまゆうじ、二宮壮史                     |
| 第四話   | 薄刀・針     | 待田堂子 | サトウシンジ              | サトウシンジ | 池上太郎、佐藤天昭                           |
| 第五話   | 賊刀・鎧     | 上江洲誠 | まつもとよしひさ          | 元永慶太郎   | 板垣敦、又賀大介                             |
| 第六話   | 双刀・鎚     | 長津晴子 | 元永慶太郎                | 元永慶太郎   | 中村和久、吉田伊久雄                         |
| 第七話   | 悪刀・鐚     | 上江洲誠 | 田中基樹                  | 田中基樹     | 田中基樹                                     |
| 第八話   | 微刀・釵     | 待田堂子 | 小林智樹                  | 小林智樹     | 中田正彦、佐藤天昭                           |
| 第九話   | 王刀・鋸     | 待田堂子 | サトウシンジ              | サトウシンジ | 池上太郎、二宮壮史                           |
| 第十話   | 誠刀・銓     | 長津晴子 | 小松田大全                | 元永慶太郎   | 中村和久、黒石崇裕                           |
| 第十一話 | 毒刀・鍍     | 上江洲誠 | こでらかつゆき 元永慶太郎 | 元永慶太郎   | 中田正彦、佐藤天昭                           |
| 第十二話 | 炎刀・銃     | 上江洲誠 | 元永慶太郎                | 元永慶太郎   | 池上太郎、又賀大介 板垣敦、中村和久 中田正彦 |

### 放送局
| 放送地域       | 放送局             | 放送日                  | 放送時間           | 放送系列       | 備考 |
| 本放送         | 本放送             | 本放送                  | 本放送             | 本放送         | 本放送 |
| -------------- | ------------------ | ----------------------- | ------------------ | -------------- | --- |
| 関東広域圏     | フジテレビ         | 第一話 2010年1月25日    | 月曜 25:10 - 26:10 | フジテレビ系列 | 製作局 字幕放送 ※EPG上では『登龍門』（第三話まで）、 『金キラ☆ナイト』内ニューカマーズ枠（第四話以降） に内包。 |
| 関東広域圏     | フジテレビ         | 第二話 2010年2月8日     | 月曜 25:10 - 26:10 | フジテレビ系列 | 製作局 字幕放送 ※EPG上では『登龍門』（第三話まで）、 『金キラ☆ナイト』内ニューカマーズ枠（第四話以降） に内包。 |
| 関東広域圏     | フジテレビ         | 第三話 2010年3月8日     | 月曜 25:10 - 26:10 | フジテレビ系列 | 製作局 字幕放送 ※EPG上では『登龍門』（第三話まで）、 『金キラ☆ナイト』内ニューカマーズ枠（第四話以降） に内包。 |
| 関東広域圏     | フジテレビ         | 第四話 2010年4月16日    | 金曜 25:35 - 26:35 | フジテレビ系列 | 製作局 字幕放送 ※EPG上では『登龍門』（第三話まで）、 『金キラ☆ナイト』内ニューカマーズ枠（第四話以降） に内包。 |
| 関東広域圏     | フジテレビ         | 第五話 2010年5月21日    | 金曜 25:35 - 26:35 | フジテレビ系列 | 製作局 字幕放送 ※EPG上では『登龍門』（第三話まで）、 『金キラ☆ナイト』内ニューカマーズ枠（第四話以降） に内包。 |
| 関東広域圏     | フジテレビ         | 第六話 2010年6月4日     | 金曜 25:35 - 26:35 | フジテレビ系列 | 製作局 字幕放送 ※EPG上では『登龍門』（第三話まで）、 『金キラ☆ナイト』内ニューカマーズ枠（第四話以降） に内包。 |
| 関東広域圏     | フジテレビ         | 第七話 2010年7月9日     | 金曜 25:35 - 26:35 | フジテレビ系列 | 製作局 字幕放送 ※EPG上では『登龍門』（第三話まで）、 『金キラ☆ナイト』内ニューカマーズ枠（第四話以降） に内包。 |
| 関東広域圏     | フジテレビ         | 第八話 2010年8月13日    | 金曜 27:05 - 28:05 | フジテレビ系列 | 製作局 字幕放送 ※EPG上では『登龍門』（第三話まで）、 『金キラ☆ナイト』内ニューカマーズ枠（第四話以降） に内包。 |
| 関東広域圏     | フジテレビ         | 第九話 2010年9月10日    | 金曜 25:50 - 26:50 | フジテレビ系列 | 製作局 字幕放送 ※EPG上では『登龍門』（第三話まで）、 『金キラ☆ナイト』内ニューカマーズ枠（第四話以降） に内包。 |
| 関東広域圏     | フジテレビ         | 第十話 2010年10月15日   | 金曜 26:05 - 27:05 | フジテレビ系列 | 製作局 字幕放送 ※EPG上では『登龍門』（第三話まで）、 『金キラ☆ナイト』内ニューカマーズ枠（第四話以降） に内包。 |
| 関東広域圏     | フジテレビ         | 第十一話 2010年11月12日 | 金曜 25:35 - 26:35 | フジテレビ系列 | 製作局 字幕放送 ※EPG上では『登龍門』（第三話まで）、 『金キラ☆ナイト』内ニューカマーズ枠（第四話以降） に内包。 |
| 関東広域圏     | フジテレビ         | 第十二話 2010年12月10日 | 金曜 25:35 - 26:35 | フジテレビ系列 | 製作局 字幕放送 ※EPG上では『登龍門』（第三話まで）、 『金キラ☆ナイト』内ニューカマーズ枠（第四話以降） に内包。 |
| 近畿広域圏     | 毎日放送           | 第一話 2010年1月27日    | 水曜 26:30 - 27:30 | TBS系列        | 企画協力 |
| 近畿広域圏     | 毎日放送           | 第二話 2010年2月10日    | 水曜 26:30 - 27:30 | TBS系列        | 企画協力 |
| 近畿広域圏     | 毎日放送           | 第三話 2010年3月10日    | 水曜 26:30 - 27:30 | TBS系列        | 企画協力 |
| 近畿広域圏     | 毎日放送           | 第四話 2010年4月28日    | 水曜 26:25 - 27:25 | TBS系列        | 企画協力 |
| 近畿広域圏     | 毎日放送           | 第五話 2010年5月26日    | 水曜 26:25 - 27:25 | TBS系列        | 企画協力 |
| 近畿広域圏     | 毎日放送           | 第六話 2010年6月23日    | 水曜 26:25 - 27:25 | TBS系列        | 企画協力 |
| 近畿広域圏     | 毎日放送           | 第七話 2010年7月28日    | 水曜 26:25 - 27:25 | TBS系列        | 企画協力 |
| 近畿広域圏     | 毎日放送           | 第八話 2010年8月25日    | 水曜 26:25 - 27:25 | TBS系列        | 企画協力 |
| 近畿広域圏     | 毎日放送           | 第九話 2010年9月22日    | 水曜 26:30 - 27:30 | TBS系列        | 企画協力 |
| 近畿広域圏     | 毎日放送           | 第十話 2010年10月20日   | 水曜 26:30 - 27:30 | TBS系列        | 企画協力 |
| 近畿広域圏     | 毎日放送           | 第十一話 2010年11月17日 | 水曜 26:30 - 27:30 | TBS系列        | 企画協力 |
| 近畿広域圏     | 毎日放送           | 第十二話 2010年12月15日 | 水曜 26:30 - 27:30 | TBS系列        | 企画協力 |
| 日本全域       | BSフジ             | 第一話 2010年1月30日    | 土曜 26:30 - 27:30 | BS放送         | 字幕放送 通常はノイタミナを放送している枠での放送                                                               |
| 日本全域       | BSフジ             | 第二話 2010年2月27日    | 土曜 26:30 - 27:30 | BS放送         | 字幕放送 通常はノイタミナを放送している枠での放送                                                               |
| 日本全域       | BSフジ             | 第三話 2010年3月27日    | 土曜 26:30 - 27:30 | BS放送         | 字幕放送 通常はノイタミナを放送している枠での放送                                                               |
| 日本全域       | BSフジ             | 第四話 2010年4月24日    | 土曜 25:00 - 26:00 | BS放送         | 字幕放送 通常はノイタミナを放送している枠での放送                                                               |
| 日本全域       | BSフジ             | 第五話 2010年5月29日    | 土曜 25:00 - 26:00 | BS放送         | 字幕放送 通常はノイタミナを放送している枠での放送                                                               |
| 日本全域       | BSフジ             | 第六話 2010年6月26日    | 土曜 25:00 - 26:00 | BS放送         | 字幕放送 通常はノイタミナを放送している枠での放送                                                               |
| 日本全域       | BSフジ             | 第七話 2010年7月31日    | 土曜 25:00 - 26:00 | BS放送         | 字幕放送 通常はノイタミナを放送している枠での放送                                                               |
| 日本全域       | BSフジ             | 第八話 2010年8月28日    | 土曜 25:00 - 26:00 | BS放送         | 字幕放送 通常はノイタミナを放送している枠での放送                                                               |
| 日本全域       | BSフジ             | 第九話 2010年9月25日    | 土曜 25:00 - 26:00 | BS放送         | 字幕放送 通常はノイタミナを放送している枠での放送                                                               |
| 日本全域       | BSフジ             | 第十話 2010年10月30日   | 土曜 25:00 - 26:00 | BS放送         | 字幕放送 通常はノイタミナを放送している枠での放送                                                               |
| 日本全域       | BSフジ             | 第十一話 2010年11月25日 | 土曜 25:00 - 26:00 | BS放送         | 字幕放送 通常はノイタミナを放送している枠での放送                                                               |
| 日本全域       | BSフジ             | 第十二話 2010年12月25日 | 土曜 25:00 - 26:00 | BS放送         | 字幕放送 通常はノイタミナを放送している枠での放送                                                               |
| 佐賀県         | サガテレビ         | 第一話 2010年3月21日    | 日曜 14:55 - 15:55 | フジテレビ系列 | 字幕放送 |
| 日本全域       | アニマックス       | 第一話 2010年4月11日    | 日曜 21:00 - 22:00 | CS放送         | リピート放送あり                                                                                                |
| 日本全域       | アニマックス       | 第二話 2010年5月16日    | 日曜 21:00 - 22:00 | CS放送         | リピート放送あり                                                                                                |
| 日本全域       | アニマックス       | 第三話 2010年6月13日    | 日曜 21:00 - 22:00 | CS放送         | リピート放送あり                                                                                                |
| 日本全域       | アニマックス       | 第四話 2010年7月11日    | 日曜 21:00 - 22:00 | CS放送         | リピート放送あり                                                                                                |
| 日本全域       | アニマックス       | 第五話 2010年8月8日     | 日曜 21:00 - 22:00 | CS放送         | リピート放送あり                                                                                                |
| 日本全域       | アニマックス       | 第六話 2010年9月12日    | 日曜 21:00 - 22:00 | CS放送         | リピート放送あり                                                                                                |
| 日本全域       | アニマックス       | 第七話 2010年10月10日   | 日曜 21:00 - 22:00 | CS放送         | リピート放送あり                                                                                                |
| 日本全域       | アニマックス       | 第八話 2010年11月14日   | 日曜 21:00 - 22:00 | CS放送         | リピート放送あり                                                                                                |
| 日本全域       | アニマックス       | 第九話 2010年12月12日   | 日曜 21:00 - 22:00 | CS放送         | リピート放送あり                                                                                                |
| 日本全域       | アニマックス       | 第十話 2011年1月16日    | 日曜 21:00 - 22:00 | CS放送         | リピート放送あり                                                                                                |
| 日本全域       | アニマックス       | 第十一話 2011年2月13日  | 日曜 21:00 - 22:00 | CS放送         | リピート放送あり                                                                                                |
| 日本全域       | アニマックス       | 第十二話 2011年3月13日  | 日曜 21:00 - 22:00 | CS放送         | リピート放送あり                                                                                                |
| 東京都         | TOKYO MX           | 第一話 2010年6月27日    | 日曜 19:00 - 20:00 | 独立UHF局      | SD画質 |
| 東京都         | TOKYO MX           | 第二話 2010年6月28日    | 月曜 19:00 - 20:00 | 独立UHF局      | SD画質 |
| 東京都         | TOKYO MX           | 第三話 2010年6月29日    | 火曜 19:00 - 20:00 | 独立UHF局      | SD画質 |
| 東京都         | TOKYO MX           | 第四話 2010年6月30日    | 水曜 19:00 - 20:00 | 独立UHF局      | SD画質 |
| 東京都         | TOKYO MX           | 第五話 2010年7月1日     | 木曜 19:00 - 20:00 | 独立UHF局      | SD画質 |
| 東京都         | TOKYO MX           | 第六話 2010年7月2日     | 金曜 19:00 - 20:00 | 独立UHF局      | SD画質 |
| ノイタミナ版   |                    |                         |                    |                | |
| 関東広域圏     | フジテレビ         | 2013年4月11日 - 6月27日 | 木曜 24:45 - 25:45 | フジテレビ系列 | 字幕放送 |
| 中京広域圏     | 東海テレビ         | 2013年4月11日 - 6月27日 | 木曜 26:10 - 27:10 | フジテレビ系列 | 字幕放送 |
| 佐賀県         | サガテレビ         | 2013年4月12日 - 6月28日 | 金曜 25:05 - 26:05 | フジテレビ系列 | 字幕放送 |
| 福岡県         | テレビ西日本       | 2013年4月12日 - 6月28日 | 金曜 26:05 - 27:05 | フジテレビ系列 | 字幕放送 |
| 山形県         | さくらんぼテレビ   | 2013年4月13日 - 6月29日 | 土曜 25:05 - 26:05 | フジテレビ系列 | |
| 秋田県         | 秋田テレビ         | 2013年4月13日 - 6月29日 | 土曜 25:35 - 26:35 | フジテレビ系列 | 字幕放送 |
| 鹿児島県       | 鹿児島テレビ       | 2013年4月13日 - 6月29日 | 土曜 25:35 - 26:35 | フジテレビ系列 | 字幕放送 |
| 熊本県         | テレビくまもと     | 2013年4月13日 - 6月29日 | 土曜 26:05 - 27:05 | フジテレビ系列 | 字幕放送 |
| 福島県         | 福島テレビ         | 2013年4月15日 - 7月1日  | 月曜 25:10 - 26:10 | フジテレビ系列 | 字幕放送 |
| 広島県         | テレビ新広島       | 2013年4月15日 - 7月1日  | 月曜 25:30 - 26:30 | フジテレビ系列 | 字幕放送 |
| 愛媛県         | テレビ愛媛         | 2013年4月16日 - 7月2日  | 火曜 24:40 - 25:40 | フジテレビ系列 | |
| 新潟県         | 新潟総合テレビ     | 2013年4月16日 - 7月2日  | 火曜 25:35 - 26:35 | フジテレビ系列 | |
| 宮城県         | 仙台放送           | 2013年4月16日 - 7月2日  | 火曜 25:45 - 26:45 | フジテレビ系列 | |
| 近畿広域圏     | 関西テレビ         | 2013年4月16日 - 7月2日  | 火曜 25:58 - 26:58 | フジテレビ系列 | |
| 岩手県         | 岩手めんこいテレビ | 2013年4月17日 - 7月3日  | 水曜 25:35 - 26:35 | フジテレビ系列 | |
| 静岡県         | テレビ静岡         | 2013年4月18日 - 7月4日  | 木曜 25:40 - 26:40 | フジテレビ系列 | |
| 日本全域       | AT-X               | 2016年4月7日 - 6月23日  | 木曜 23:30 - 24:30 | CS放送         | リピート放送あり                                                                                                |
| オンデマンド版 |                    |                         |                    |                | |
| 全国           | dアニメストア      | 2014年3月21日 -         |                    |                | |

### WEBラジオ
放送前に『まえがたり』、放送後に『あとがたり』として公式サイトで配信中。どちらも、各話の内容についてパーソナリティが語るという内容。『まえがたり』、『あとがたり』でパーソナリティは基本的に共通だが、第四話のみ異なる。
各話リスト
| 話数     | サブタイトル              | パーソナリティ                    |
| -------- | ------------------------- | --------------------------------- |
| 第一話   | 「絶刀・鉋」篇            | 細谷佳正 田村ゆかり 中原麻衣      |
| 第二話   | 「斬刀・鈍」篇            | 細谷佳正 田村ゆかり 宮本充        |
| 第三話   | 「千刀・鎩」篇            | 細谷佳正 田村ゆかり 湯屋敦子      |
| 第四話   | 「薄刀・針」篇 まえがたり | 細谷佳正 緑川光                   |
| 第四話   | 「薄刀・針」篇 あとがたり | 中原麻衣 保村真 阪口大助 三浦祥朗 |
| 第五話   | 「賊刀・鎧」篇            | 細谷佳正 田村ゆかり 小山剛志      |
| 第六話   | 「双刀・鎚」篇            | 細谷佳正 根谷美智子 日高里菜      |
| 第七話   | 「悪刀・鐚」篇            | 細谷佳正 田村ゆかり 中原麻衣      |
| 第八話   | 「微刀・釵」篇            | 小山力也 田村ゆかり 戸松遥        |
| 第九話   | 「王刀・鋸」篇            | 細谷佳正 田村ゆかり 伊藤静        |
| 第十話   | 「誠刀・銓」篇            | 細谷佳正 田村ゆかり 伊東みやこ    |
| 第十一話 | 「毒刀・鍍」篇            | 細谷佳正 田村ゆかり 置鮎龍太郎    |
| 第十二話 | 「炎刀・銃」篇            | 細谷佳正 小山力也 戸松遥          |

### Blu-ray / DVD
BD完全生産限定版、DVD完全生産限定版、DVD通常版の3種類がある。限定版には、西尾維新脚本の朗読劇『第零話 虚刀・鑢』、各話エンディングテーマ（フルバージョン）、「あとがたり」完全版を収録した特典CDが付属する。
| 巻数     | サブタイトル | 発売日        | 規格品番          | 規格品番           | 規格品番   | 限定版付属CD             | 『虚刀・鑢』朗読 |
| 巻数     | サブタイトル | 発売日        | BD 完全生産限定版 | DVD 完全生産限定版 | DVD 通常版 |                          |                  |
| -------- | ------------ | ------------- | ----------------- | ------------------ | ---------- | ------------------------ | ---------------- |
| 第一巻   | 絶刀・鉋     | 2010年4月7日  | ANZX-9601         | ANZB-9601          | ANSB-9601  | 誰そ彼の月華             | 田村ゆかり       |
| 第二巻   | 斬刀・鈍     | 2010年5月12日 | ANZX-9603         | ANZB-9603          | ANSB-9603  | Refulgence               | 宮本充           |
| 第三巻   | 千刀・鎩     | 2010年6月2日  | ANZX-9605         | ANZB-9605          | ANSB-9605  | 千本千女の刃毬歌         | 湯屋敦子         |
| 第四巻   | 薄刀・針     | 2010年7月7日  | ANZX-9607         | ANZB-9607          | ANSB-9607  | 虚無の華                 | 緑川光           |
| 第五巻   | 賊刀・鎧     | 2010年8月4日  | ANZX-9609         | ANZB-9609          | ANSB-9609  | 愛と誠                   | 小山剛志         |
| 第六巻   | 双刀・鎚     | 2010年9月1日  | ANZX-9611         | ANZB-9611          | ANSB-9611  | 雪ノ女                   | 戸松遥           |
| 第七巻   | 悪刀・鐚     | 2010年10月6日 | ANZX-9613         | ANZB-9613          | ANSB-9613  | 迷い子さがし             | 中原麻衣         |
| 第八巻   | 微刀・釵     | 2010年11月3日 | ANZX-9615         | ANZB-9615          | ANSB-9615  | からくり眠り談           | 小山力也         |
| 第九巻   | 王刀・鋸     | 2010年12月1日 | ANZX-9617         | ANZB-9617          | ANSB-9617  | 証                       | 伊藤静           |
| 第十巻   | 誠刀・銓     | 2011年1月12日 | ANZX-9619         | ANZB-9619          | ANSB-9619  | 否、と姫は全てを語らず   | 伊東みやこ       |
| 第十一巻 | 毒刀・鍍     | 2011年2月2日  | ANZX-9621         | ANZB-9621          | ANSB-9621  | 亡霊達よ野望の果てに眠れ | 置鮎龍太郎       |
| 第十二巻 | 炎刀・銃     | 2011年3月2日  | ANZX-9623         | ANZB-9623          | ANSB-9623  | 時すでに始まりを刻む     | 細谷佳正         |

### Blu-ray Disc BOX
2013年4月24日に発売。特典として限定版には劇中楽曲集 其ノ壱、弐が同梱されている。
| 巻 | 発売日        | 収録話         | 規格品番  |
| -- | ------------- | -------------- | --------- |
| 1  | 2013年4月24日 | 第1話 - 第12話 | ANZX-3951 |

### サウンドトラック
- 刀語 劇中楽曲集 其ノ壱（2010年6月23日）
- 刀語 劇中楽曲集 其ノ弐（2010年12月22日）